# Història
|  | Aquest article tracta sobre la història. Si cerqueu una història literària, vegeu «Narració». |

La història és la ciència que narra el passat de les societats humanes d'acord amb els testimonis materials, orals, escrits i visuals. Es contraposa a la prehistòria, que és la disciplina que estudia el passat humà previ a l'aparició de l'escriptura. També s'anomena història el passat humà mateix narrat per la disciplina històrica.
En un sentit més general, el terme història també es pot utilitzar per designar la informació sobre el passat (per exemple, Història natural, o història geològica de la Terra). La història, com a disciplina intel·lectual, no forma part de les ciències exactes sinó de les ciències socials i humanes, així com de les ciències literàries. La història es diferència de l'arqueologia per la seva referència essencial a l'escriptura.
Així, l'historiador Ciceró explicava que el coneixement de la història era "mestra de vida" perquè es podien aprendre lliçons del passat. Cláudio Fernandes, al portal educatiu Mundo Educação, explica que la importància d'aprendre la història no resideix en un aspecte utilitari, sinó pragmàtic. Serveix per entendre les diferències entre les cultures, entendre de manera crítica esdeveniments polítics i comprendre les cultures.

## Nom i significat

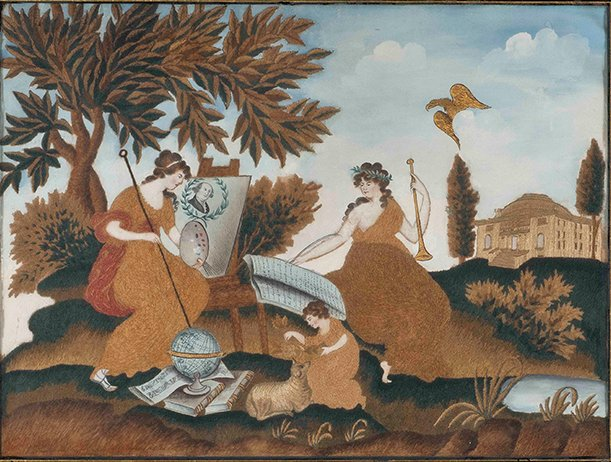
Les muses Cal·líope i Clio escrivint la història, 1810-1813

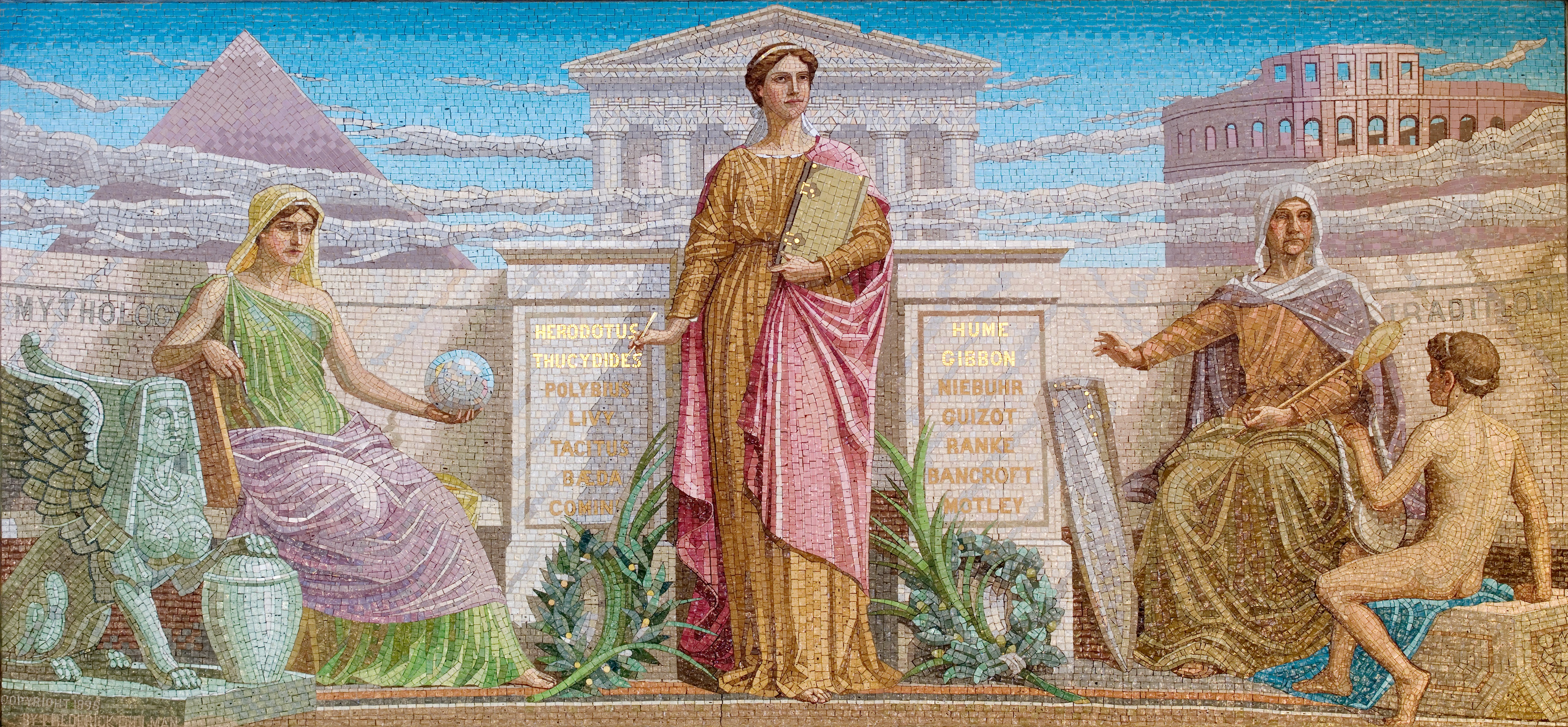
History, 1896

El terme català història prové del llatí historæ que significa 'narrativa, relat' i aquest del grec antic ἱστορία (historia) que significa «un aprenentatge o coneixement per investigació, història, registres o narrativa» del verb ἱστορεῖν (historeîn) investigar i aquest derivat de ἵστωρ (hístōr) «savi, testimoni o jutge». El mot grec prové del protoindoeuropeu *wid-tor-¹, de l'arrel *weid-, «saber, veure». Aquesta arrel és present en altres idiomes, com en l'anglès wit, wise, wisdom o vision, al sànscrit veda, o a l'eslau videti i vedati, entre d'altres.
Aristòtil ja va usar aquest mot Ιστορία a la seva Περί Τά Ζωα Ιστορία (Peri Ta Zoa Istória), en llatí Historæ Animalium. El terme ἵστωρ també el trobem als himnes homèrics, Heràclit, els juraments dels efebs atenencs i a inscripcions beòcies (en sentit legal, amb el significat de jutge o testimoni). La forma historeîn, 'esbrinar', és una derivació del grec jònic, que s'estengué a la Grècia clàssica i, més tard, a la Grècia hel·lenística.
Fou encara en el sentit grec antic que Francis Bacon usà l'expressió llatina historæ naturalis al seu llibre De dignitate et augmentis scientiarum (1605). Per a ell, història era «el coneixement d'objectes determinats per l'espai i el temps», aquest tipus de coneixement era proporcionat per la memòria, una diferència amb la ciència proporcionada per la raó, i la poesia i la literatura per la fantasia.
A la majoria de llengües romàniques, la paraula història s'introduí durant l'edat mitjana, evolucionada directament del llatí i adoptà tant el significat de la ciència que estudia el passat com el d'una narració. Una variació del primer sentit esdevingué l'estudi escolar d'allò que ha succeït.
¹ L'asterisc abans d'una paraula indica que es tracta d'una construcció hipotètica, no d'una forma documentada.

### Definició
La història és una disciplina de les ciències humanes que s'oposa per definició a la prehistòria en tant que proposa una narració ordenada i verídica sobre el conjunt dels fets memorables del passat humà des que l'home sap escriure.
En tant que ciència humana, la història s'interessa per un aspecte concret de la realitat social humana. Si l'economia s'interessa per la manera en com l'individu s'organitza per satisfer les seves necessitats, la història, en canvi, s'interessa per l'organització, l'estructura i els esdeveniments que afecten la societat. Concretament, mira d'explicar allò que ha ocorregut de molt rellevant a la vida social dels humans, de manera a poder explicar el present.
La rellevància ve donada per la capacitat que tingué una sèrie de fenòmens d'un període donat per condicionar l'estructura, l'organització i els esdeveniments que afectaren una societat concreta en un moment concret i com aquests mateixos acabaren afectant la societat més recent.

## La història com a disciplina científica

### El debat científic
La història com a disciplina és una ciència continguda a les anomenades "ciències i lletres" o "humanitats", és a dir, exclosa de les ciències dites "exactes" o "dures", per tant, "socials" o "humanes" al mateix nivell que la sociologia, l'etnologia, la psicologia, etc. Hi ha costum a classificar la història dins les disciplines humanístiques juntament amb altres ciències socials (també anomenades ciències humanes); se la considera fins i tot un pont entre tots dos camps en incorporar la metodologia de les darreres. S'entén com a social o humana en tant que estudia l'home en societat sense excloure això no obstant el principi d'imparcialitat.
L'ambigüitat d'aquesta divisió del coneixement humà i el qüestionament de la seva conveniència ha portat al debat de les dues cultures (C. P. Snow). És a dir, un debat existeix s'obre l'objectivitat de la història. Debat que aparïx després de l'elaboració de les lleis físiques d'Isaac Newton on s'hi establix que alguns esdeveniments naturals poden preveure's cosa que planteja una nova perspectiva als historiadors: el de la cientificitat de la història.
La història mira d'analitzat de forma racional els esdeveniments i procura ser verídica. Per això, no tots els historiadors accepten la identificació de la història com una ciència social perquè consideren aquest fet una reducció dels seus mètodes i objectius, comparables amb els de l'art, si es basen en la imaginació (postura adoptada en major o menor mesura per Hugh Revor-Roper, John Lukacs, Donald Creighton, Gertrude Himmelfarb o Gerhard Ritter).
- Aquesta defensa la trasllada particularment el matemàtic francès Pierre-Simon de Laplace que veu la disciplina història com una ciència dura. Pensa que si no posseïx lleis comparables a les ciències físiques és perquè simplement encara no ha conegut a Newton. Al seu assaig Assaig filosòfic sobre les probabilitats, Laplace escriu "tots els esdeveniments, aquells que fins i tot per la seva mida xica parixen no tenir grans lleis de la natura, són de fet una continuació necessària de les revolucions del sol". Aquesta postura la sosté també l'historiador Fustel de Coulanges qui pensa que "la història no és un art; és una ciència pura, com la física o la geologia".

Els partidaris de la seua condició com a ciència són majoritàriament historiadors de la segona meitat del segle xx i del segle XXI (incloent-hi entre els molts que han explicitat les seves preocupacions metodològiques, Fernand Braudel, E. H. Carr, Fritz Fischer, Emmanuel Le Roy Ladurie, Hans-Ulrich Wehler, Bruce Trigger, Marc Bloch, Karl Dietrich Bracher, Petter Gay, Robert Fogel, Lucien Febvre, Lawrence Stone, E. P. Thompson, Eric Hobsbawn, Carlo Cipolla, Jaume Vicens Vives, Manuel Tuñón de Lara o Julio Caro Baroja). Són quasi tots historiadors acostumats a treballar multidisciplinàriament (Braudel combinava història amb geografia, Bracher amb ciència política, Fogel amb economia, Gay amb psicologia, Trigger amb arqueologia), la qual cosa desmenteix o rebat els arguments de C. P. Snow.
Els historiadors menys proclius a considerar la història com a ciència defensen un relativisme estricte que impossibilita de forma total el coneixement de la història i la seua transmissió; i, de fet, d'una manera general accepten i se sotmeten als mecanismes institucionals, acadèmics i de la pràctica científica existents a la història i comparables als de les altres ciències (ètica de la investigació, publicació científica, revisió per pars, debat i consens científic, etc).
- El matemàtic Antoine-Augustin Cournot és dels qui no defensa la història com a ciència dura malgrat que la hi cedix el grau de ciència tova. Per a ell la història no pot considerar-se com a ciència dura en tenir component d'atzar. Sosté que la història és un seguit de sèries casualístiques que s'entrecreuen produint esdeveniments. Així, segons el seu argumentari, la mort de Pierro, casuada per la caiguda d'una teula, és l'entrecreuament de dues sèries casualístiques: la sèrie casual de la teula, que caigué en un moment precís, sobre un lloc donat i, d'altra banda, la sèrie casual de Pirros, present al lloc necessari i al moment precís. L'avantatge de l'argumentari dit casualístic és la conciliació amb atzar i determinisme.

### Els mètodes de la història

#### La metodologia històrica
La metodologia històrica o mètode històric és en epistemologia i en història el conjunt de reflexions sobre els processos, els mitjans, les normes seguides i els texts de treball de l'historiador. Tendix a explicar com els historiadors produïxen les interpretacions històriques, com definixen els mètodes considerats deontològics. Aquest procés d'autocrítica, comprèn quatre operacions:
1. Heurística; operació mitjançant la qual s'obtenen les fonts d'informació necessàries a l'anàlisi històrica
2. Crítica; des d'on es fa l'avaluació de la validesa o no de les versions contradictòries
3. Hermenèutica; operació per la qual es procedix a interpretar dos documents amb la fi de saber si responen als qüestionaments plantejats

#### La matèria històrica
En tant que ciència humanaciències humanes, la història s'interessa per un aspecte concret de la realitat social humana. Si l'economia s'interessa per la manera en com l'individu s'organitza per a satisfer les seues necessitats, la història, en canvi, s'interessa per l'organització, l'estructura i els esdeveniments que afecten la societat en el seu conjunt, és a dir, de forma global, sense entrar en detalls. 
Amb el terme societat es vol parlar d'una manera concreta d'organització que hom opta per tal d'arranjar la vida col·lectiva d'un grup. Precisament, la història mira d'explicar-ne la seua “experiència històrica”. S'entén per “experiència històrica” allò que ha ocorregut a la vida social dels humans, és a dir, el conjunt de factors pels quals els individus que integren la societat s'organitzen, actuen, es desenvolupen i canvien d'una manera o d'una altra.
Pot ser del tot habitual trobar-se al quiosc reportatges en què s'hi garantix que s'ha tornat a plantejar un període concret d'aquesta experiència històrica i que se n'han tret conclusions noves, fet que posa tots els dubtes a la llarga, si més no de cara al públic qui no entén obligatòriament el mètode de treball de l'historiador. Fet que en plusvàlua pot contribuir al debat sobre si considerar-la una ciència o no. La història és verificable i en cap moment pot permetre's doncs de mentir o inventar-se esdeveniments. Els esdeveniments no són el fruit d'un mite o de cap relat bíblic i per això la història ha d'explicar l'experiència històrica de forma verídica. L'experiència històricament mateix no és qüestionable i l'historiador no pot inventar-se-la.
Fet diferencial és la distinció que existix entre “experiència històrica” i “coneixement històric”. L'experiència històrica constituïx la matèria amb la qual treballa l'historiador. N'és el contingut. Que l'any 1789 hi hagué revoltes importants a París i que s'estengueren a tot Europa fins a canviar l'experiència històrica d'aquella societat, és un fet i és verídic, no és qüestionable. Això és la matèria. L'historiador procura a partir d'aquesta matèria explicar els esdeveniments perquè siguen comprensibles. És el que s'anomena “coneixement històric” o “treball històric”.
El coneixement històric és doncs subjectiu perquè es tracta d'una anàlisi i d'una explicació de la matèria. El fet d'explicar-la comporta seleccionar-ne alguns elements, disposar-los en un ordre concret, eliminar-ne algunes parts i posar èmfasi sobre d'altres. Això és el que podem qualificar de subjectiu. L'explicació és subjectiva perquè l'explica l'ésser humà mentre que la matèria objectiva. Dit d'una altra manera, l'historiador pot recolzar-se sobre una sèrie de documents d'una època per tal d'explicar la matèria, tanmateix, no deixa de ser verídic que l'historiador procedirà a fer una interpretació dels documents. Els documents mateixos són objectius, el que és subjectiu és la seua interpretació.
Ara bé, el coneixement històric ha de ser verificable perquè, d'una altra manera, la història perdria el grau de ciència. És a dir, la matèria històrica, per tal de ser explicada, ha de ser interrogada, problematitzada, sistematitzada i, sobretot, demostrada. Això vol dir que l'historiador podrà explicar-la, no inventar-se-la. Haurà de recolzar l'explicació, és a dir, demostra-la.

#### Les fonts històriques

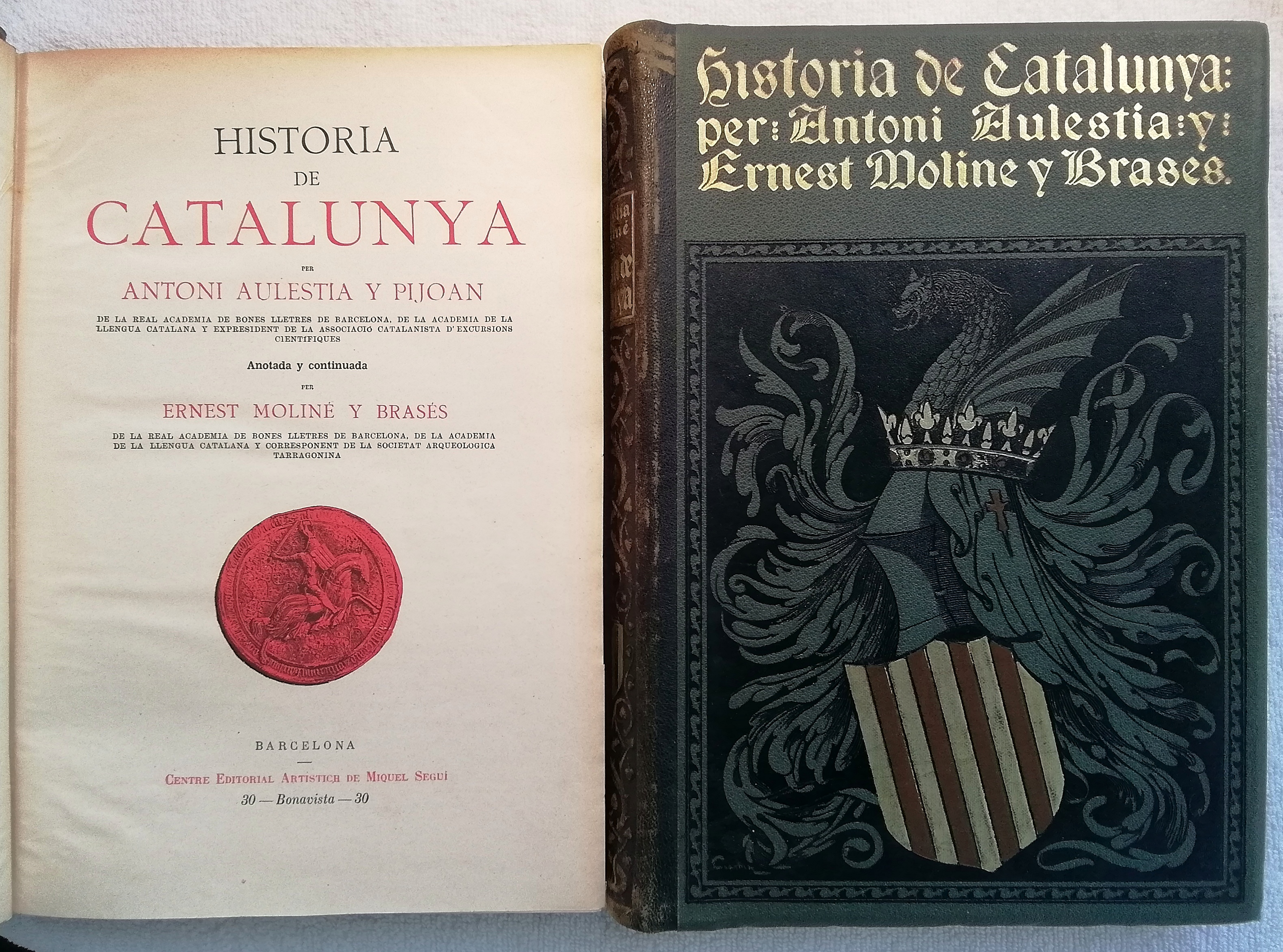
Una de les primeres històries de Catalunya fetes a l'Edat contemporània, escrita inicialment per Antoni Aulèstia l'any 1887.

La ciència història fa ús de material físic o oral per tal de produir explicacions sobre el passat. El material és força divers, tant divers com les societats que han existit, les tècniques que han existit o la forma mateixa en com es pot registrar. Qualsevol forma oral ha de ser, no obstant això, posada per escrit per a tenir valor de prova o evidència. Així s'entén que l'historiador fa ús exclusiu de material escrit.
L'escriptura ha estat considerada per període intermedis com un mitjà únic de valor en ésser l'única forma perdurable en el temps. Això fa que després de la Revolució Francesa es triés l'escrita i la redacció d'una Constitució dins de l'àmbit jurídic per a donar seguretat i alhora abolir la pràctica dels usos i costums que per bé que poden passar-se de boca en boca i de generacions a generacions no constituïx un material palpable i verificable.
Per això mateix la major part del recolzament de l'historiador prové de l'escriptura. El material sota el qual ens ha pogut arribat l'evidència o la prova pot variar considerablement. Se'n llisten els més abundants tot seguit:
- fonts audiovisuals
- fonts cartogràfiques
- fonts d'imatges
- fonts escrites o textuals
- fonts gràfiques i estadístiques
- fonts materials
- fonts orals

Paral·lelament, la ciència històrica necessita altres fonts que no poden ser de cap manera escrites. Són les restes materials i que s'aconsegueixen la major part dels casos mitjançant altres disciplines com podria ser l'arqueologia. Aquesta podria considerar-se una disciplina auxiliar de la història o fins i tot de les ciències dures en necessitar un treball de camp sobre material físic no escrit per tal d'aprendre sobre el passat.

#### Disciplines auxiliars de la història
L'expressió "ciències auxiliars de la història" designa el conjunt de disciplines científiques, socials, literàries i filològiques que poden permetre l'explotació o la crítica de les fonts útils al treball històric. Al segle xix un profund aïllament separava la història ensenyada i la recerca històrica. Aquesta separació, criticada des de 1891 per Ferdinand Lot, és atacada al primer número dels Annals l'any 1929, de forma que s'aconseguí el seu qüestionament a partir del segle xx. La història aparix d'ençà com una assistència o auxili a altres disciplines. Esdevé un instrument de recerca amb una perspectiva interdisciplinària.
Tot seguit es presenten algunes de les disciplines dites auxiliars de la història:
- Arqueologia; certa reconstruir el passat recolzant-se sobre els vestigis materials que subsistixen
- Biografia; pretén aprofundir sobre causes d'esdeveniments passats mitjançant l'estudi acurat de la vida d'algun actor cabdal
- Cronologia; cerca data els esdeveniments i reconstruir genealogies
- Diplomàtica;[13] s'ataca als texts oficials
- Genealogia; procura reconstruir cronologies
- Heràldica; pretén cercar els orígens simbòlics d'estats i/o entitats
- Historiografia; procura la crítica d'allò que s'escriu en història
- Numismàtica; procura l'estudi de les monedes
- Vexil·lologia; és la ciència de les banderes i emblemes
- Paleografia; estudi dels texts manuscrits
- Geografia; procura l'estudi geogràfic de la història mitjançant mapes i representacions espacials
- Lingüística; es concentra en l'estudi de les llengües i el llenguatge
- Epigrafia; disciplina fundada sobre l'estudi de les fonts escrites sobre materials imputrefactes
- Arxivística; ciència dels arxius
- Papirologia; estudi dels papirs
- Sigil·lografia; estudi dels segells i la seva simbologia
- Ceramologia; estudi de les ceràmiques antigues

La història com a part de la formació de les persones és segons Ciceró "mestra de la vida" perquè se'n poden extraure lliçons. Al portal educatiu Mundo Educação, Cláudio Fernandes explica que la utilitat dels coneixements sobre la història de la humanitat no són utilitaris, sinó pragmàtics.

## La història dins la societat
L'historiador sempre s'ha vist tradicionalment interrogat o confrontat a allò que anomena "missió social de la història". Atès que la història és una ciència que mira d'explicar sota criteris d'ordre majors l'estructura social present mitjançant el passat, es fa evident que és una disciplina condicionada per la societat mateixa. Per això els historiadors s'han preguntat recurrentment sobre les possibles finalitats culturals, intel·lectuals o morals de la seua disciplina. La pregunta col·loca la història al vell mig de la sociologia, de la ciència política, de la filosofia mateixa i fins i tot fa nàixer la historiografia.
La història té un pes considerable a les societats contemporànies sorgides després de la Segona Guerra Mundial. És una assignatura obligatòria que seguïx tot el currículum escolar d'un alumne. Existixen abundants revistes especialitzades als quioscs sobre història. Són font d'inspiració per a la creació literària escrita o audiovisual. Existixen abundants canals de televisió temàtics especialitzats en divulgació històrica. És d'ús recorrent entre la premsa qui pot mirar d'explicar mitjançant reportatges esdeveniments presents que tenen una clara connexió amb esdeveniments ja passats.
Així i tot, la seua existència no és sempre percebuda com a útil o l'és massa útil. La instrumentalització de la història pot justificar que la societat la veja molt o poc útil o que mire d'ocultar, reinterpretar o prestar poca atenció a uns esdeveniments més que d'altres.

### Història i política
La història no sempre ha estat percebuda com a necessària malgrat que el poder mateix la utilitza com a font per legitimar-se. El bronze llevantí deixa testimoniatge d'uns monarques preocupats perquè se sàpiguen les seues gestes. Es redactaven llistes de reis, s'escenifica el poder amb històries dites històriques en què el monarca és presentat a voltes com a heroi a voltes com a garantia de l'ordre en front del caos, etc. A Roma l'emperador August fou el primer qui volgué deixar constància de les seues gestes per a legitimar-se i alhora per a perpetuar-se en el temps físic i virtual. A l'edat mitjana les tribus germàniques franques tingueren les seues pròpies cròniques que es redactaren per a legitimar-se després que el cristianisme, del qual es reivindicaren els francs, fos acusat d'haver provocat la caiguda de Roma. Així doncs es pot veure com de forma recurrent la història és utilitzada tot al llarg del temps per a legitimar un règim, unes polítiques, uns poders, en definitiva, un estat de la situació.
Això és així pel valor que té l'escrit en traspassar generacions. Allò que s'hi conta queda permanentment a la memòria. El poder sempre se n'ha fet ús de forma que la història ha arribat a percebre's més com una mitjà per al poder que com una ciència. Això explicaria que la utilitat de la història siga qüestionada en fer els programes escolars, en favor de consacrar més temps a matèries considerades com més utilitàries. Diversos estudis com el realitzat l'any 2004 sobre una mostra de 22 alumnes de secundària d'un col·legi de Badalona afirmen que la població percep la història amb una utilitat mitjana-baixa. Les xiquetes tenen més interès que els xiquets sobre l'assignatura. La matèria és considerada de forma general més interessant que útil, destacant que serveix per entendre el present a partir del passat.
En aquest sentit es pot parlar de la deixalleria de la història. Amb aquesta expressió es fa referència a la visita de l'escriptor toscà Petrarca al segle xiv a Roma. Allà diu haver vist «el dipòsit de la història», és a dir, «la deixalleria de la història». D'aquesta manera es feia referència a una ciutat que pareix que havia deixat de tenir lloc als manuals d'història fins al punt que el seu oblit l'ha transformat en ciutat fantasma.
La metàfora fou represa per Leon Trotski l'any 1917 per a designar els menxevics: ("aneu-vos-en, representeu la deixalleria de la història"). El dictador comunista es referia doncs a una oposició que ell mateix no donava crèdit i, per tant, legitimitat d'ésser als manuals d'història. Dit d'una altra manera, legitimitat de tenir memòria, així com Roma no semblava tenir legitimitat de tenir renom fins al punt d'haver-se desgastat i tornat una "deixalleria".
La cita posa de manifest com la memòria pareix ser el punt clau que justifica l'existència de la història malgrat que siga utilitzada amb finalitats polítiques moltes voltes poc ètiques. Així i tot, la història no sembla tenir importància substancial, en tot cas, la seua rellevància pot ser reglada des d'aquest punt de vista a la de l'art. Seria una pràctica estèril.
La memòria i el seu ús als discursos polítics pot induir a l'establiment de règims. És en l'òptica de voler-los mantenir que neix la necessitat de redactar història per tal que el poble mantinga vives les bases sobre les quals s'assenta un estat. És així com la política s'apropia de la història i formula el culte a herois nacionals, mítics o fundadors. Herois que han de representar l'ideal sobre el qual es vol mantenir un règim donat. És el cas dels règims totalitaris com es pogué apreciar a la Unió Soviètica i la seua exaltació al nou "home soviètic" que no era burgès sinó treballador.
S'aprecia igualment en règims lliures però amb formes és subtils. És el cas de la sobre-dimensionalitat que adquirix la Segona Guerra Mundial a les societats contemporànies capitalistes sorgides després d'aquesta data. L'exposició constant a les desgràcies de la Segona Guerra Mundial permet oblidar-se les desgràcies actuals (com els genocidis o guerres perpetrades contra altres pobles per raons etnocèntriques o petrolíferes) amb la fi de posar el valor sobre unes fronteres contestades però legitimades pels guanyadors de la guerra, creadors del Consell de Seguretat de l'ONU.

### Història i nacionalisme
El nacionalisme és la ideologia que més ha fet un ús tergiversat de la història amb la finalitat de mantenir el règim d'Estats-nació sobre el qual es recolza l'existència d'Estats com França, Alemanya, els Estats Units o Corea, el Japó i fins i tot estats multinacionals com ara Espanya, el Regne Unit o la Xina. El nacionalisme necessita la història perquè el concepte mateix de nació necessita un passat per a legitimar-se.
La nació es construïx sobre la base de l'existència d'una suposada història col·lectiva d'un poble que es reivindica com a nació. Aquesta història col·lectiva es nodrix de referències a partir de les quals es construïx una "pàtria". L'existència d'històries dites "nacionals" és un què polític major: dominar el discurs del passat per part dels polítics permet posar els mitjans i facilitar alhora l'establiment d'un règim o ordre concret.
Aquesta manipulació de la història s'acompanya ben sovint del recurs a la personificació d'unes figures volgudes heroiques mitjançant les quals es vol establir el règim. Acostuma a ser el cas d'una figura femenina guerrera i defensora d'unes suposades llibertats pintades colors i diversitat. Durant el segle xix, moment en què les "nacions" europees forgen la seua «identitat», era freqüent exaltar caps militars dits "bàrbars" contra Roma els quals havien d'encarnar metafòricament una nació coratjosa, forta i assumida. És el cas de la sobre-dimensió que a França es feia del guerrer gal Vercingetòrix, de la sobre-dimensió del lusità Viriat, dels relats sobre Carlemany a Andorra, del suposat naixement d'una Bèlgica a partir d'una "província romana", de l'anomenada Hispània Visigòtica amb Pelai, de la voluntat de voler reconstruir la «gran» Britànnia o de l'ús de valors com el "seny i la rauxa".
Es tracta de veure-hi la mare o pare de la pàtria amb una òptica guerrera com és el cas de Guillem i suposada independència de Suïssa. S'observa en l'anomenada Mriana francesa, helvètica, alemanya o britànica; els pares fundadors dels Estats Units, els herois de la llibertat i la independència llatinoamericana, etc. D'ací sorgix la voluntat posterior d'erigir monuments i busts tal com practica Macedònia del Nord després de la proclamació de la seua independència.
L'ús nacionalista de la història ha derivat molts casos en relats racistes amb una interpretació d'històries nacionals que partixen del punt de vista determinista geogràfic. La història servix per a aquests casos com a metàfora de les teories evolucionistes darwinianes enteses des d'una vessant racista. És el cas de la interpretació romàntica que feia Alemanya abans de la Gran Guerra. Aquests relats volen posar èmfasi sobre la suposada existència de societats emergents civilitzades i avançades que sorgixen arrel d'una evolució natural.
Aquesta "evolució natural" és la mateixa que després justificà l'existència de suposades "excepcions culturals" (Grècia per legitimar la seua independència) que portaren tot seguit a les colonitzacions d'Àsia o Àfrica (França, Bèlgica, el Regne Unit, Espanya, Portugal, els Països Baixos, Alemanya, etc). És també aquesta excepció la qui justifica el domini cultural i econòmic sobre altres pobles (ex.: Rússia, Castella, Sèrbia, etc).

### Educació escolar i història

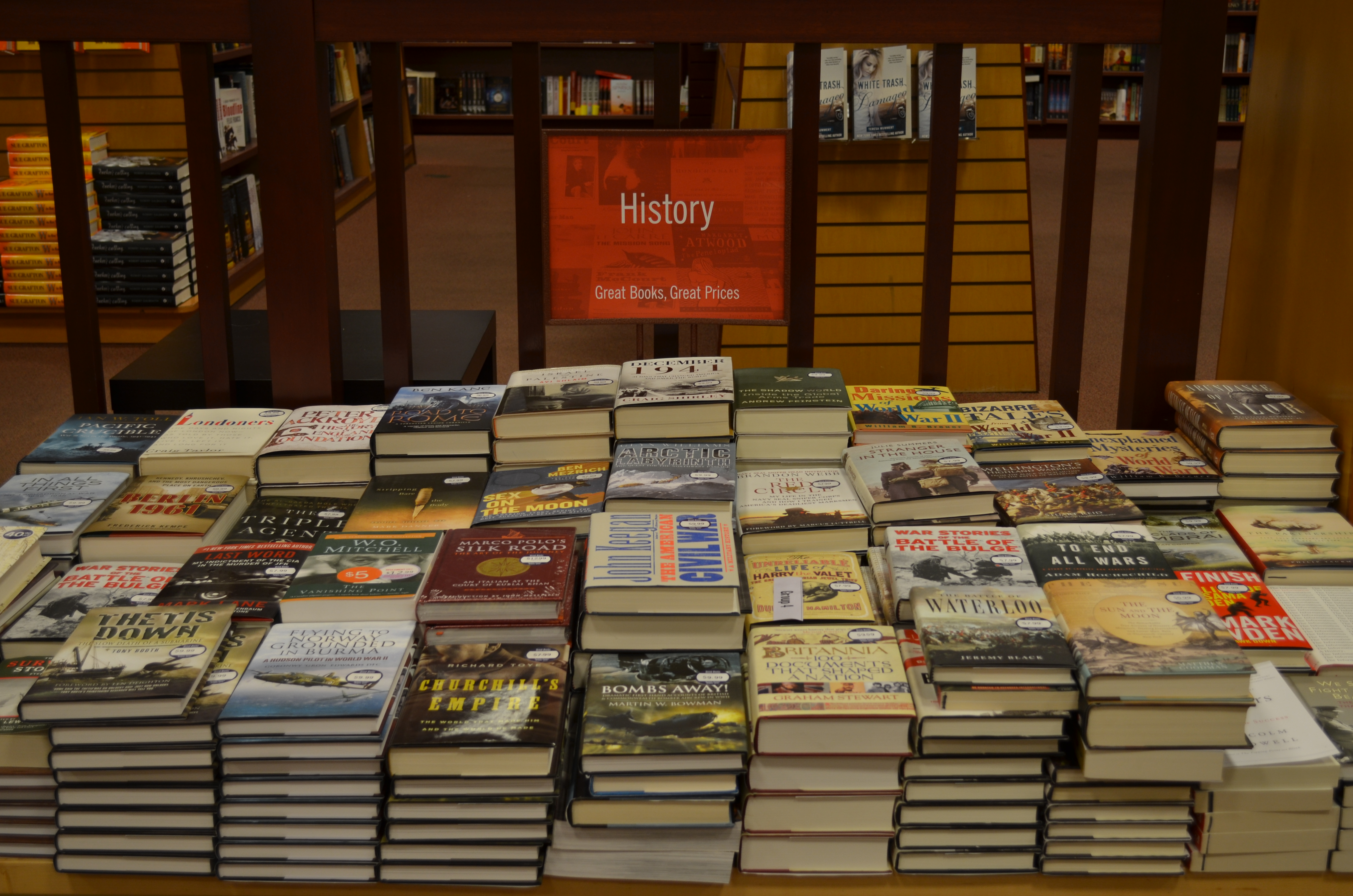
Fotografia d'una llibreria

Des que la història s'ensenya a les escoles i que el nacionalisme ha substituït la ideologia precedent que la història ha estat objecte de polèmiques i controvèrsies degut a la seua utilització com a eina ideològica. La més gran batalla intel·lectual tingué lloc al Regne Unit a la dècada del 1920 quan es mirà d'introduir la història a les universitats. A Òxford i Cambridge els detractors hi veieren una forma de menysvalorar l'ensenyament.
Tot plegat perquè la implantació d'escoles públiques es fe amb la intenció de voler nacionalitzar la població. Els estats europeus i nord-americans feren servir l'escola com a mètode per a tenir una població d'acord amb la ideologia nacionalista. Una mostra ben clara d'això és la seua aplicació a les escoles d'Alsàcia i Lorena. L'estat francès hi distribuïa llibres en què s'hi veia clarament la intenció d'obligar el jovent a esdevenir francès amb una reinterpretació de la història que veien en aquestes dues regions "fronteres naturals" seues. Això mateix també es visible als manuals d'escola d'Alemanya o d'Espanya. A Espanya els manuals escolars poden transmetre des de les regions de parla castellana un sentiment de menyspreu cap al nacionalisme basc o català en una òptica de construir un sentiment de nacionalisme únic de parla i concepcions castellanes. El mateix model es reproduïx a les escoles sèrbies o russes. A França, però, des de la dècada del 1960 que la història s'estudia a les escoles des de les perspectives del tercer corrent historiogràfic de l'Escola dels Annals. El model europeu s'ha acabat exportant a tot el planeta i per això els manuals escolars japonesos suprimixen la Massacre de Nanquín o s'hi explica la Segona Guerra Mundial com un passatge més de la història.

### Filosofia de la història
La filosofia de la història és una branca de la filosofia que tracta de l'eventual significat de la història humana. Especula sobre el seu possible i teòric desenvolupament i final. De les seues reflexions surten teories com la qui pretén que es pot d'alguna manera anticipar racionalment el futur de la història humana sobre la base d'uns coneixements previs que la història mateixa forneix. Vist des d'aquest punt de vista, la història és interpretada com una successió de crisis i tragèdies que tenen moments estables i de tranquil·litat combinats amb altres moments de certa ambient caòtic de destrucció i reconstrucció.
La filosofia de la història no s'ha de confondre amb la historiografia que és l'estudi de la història mateixa com a disciplina acadèmica. La historiografia mira d'entendre les pràctiques i mètodes de redacció de la història per a fer-ne una crítica de tipus positiva. En tot cas, l'especulació sobre la història i el seu significat és el que ha portat a lectures diverses com la que proposa el marxisme.

#### Crítica marxista
Karl Marx, fundador de l'anomenat marxisme o socialisme entén que la diferència de classes és el motor de la història i que la dialèctica de la història és en realitat el resultat de la lluita de classes, és a dir, de la confrontació entre les forces de producció i les relacions socials de producció. Marx creu que la història com a ciència només plasma el conflicte permanent extret d'aquesta relació. La història explicada des de Marx ha de ser una forma per a alliberar l'obrer de la repressió del capitalista. Sota la ploma socialista, la història esdevé doncs una eina ideològica i no pas una ciència.

## Convencions d'ús en història

### Història i Prehistòria

#### La qüestió de l'escriptura
La història universal s'ha concebut com la memòria passada d'Homo Sapiens a través del món sempre per mitjans escrits. Per "prehistòria" els historiadors entenen el registre del coneixement passat que no té restes escrites. S'estudia la pintura, coves, artefactes o objectes que no són escrits. Des del segle xx que aquesta "pre" o "abans" de la història no és considerada com a història. Aquesta consideració posa el fet escrit a debat.
Convencionalment s'ha entès la història com la part de l'experiència humana escrita malgrat que l'home com a espècie viu al planta d'ençà força més temps. Així, el seu passat no escrit és reprès per altres disciplines que no tenen obligatòriament connexió amb la història malgrat que aquesta puga fer-ne ús per a una comprensió més àmplia d'esdeveniments posteriors.
S'entén doncs que existeix un període protohistòric en què s'hi cultiva l'escriptura i que dona forma realment a la història. Aquesta interpretació, però, és del tot contestada perquè exclou pobles que no han deixat rastres escrits com poden ser els indígenes d'Austràlia, de Nova Zelanda o d'Amèrica fins i tot d'Àsia. Voler veure la història únicament com a conseqüència escrita és interpretat pels detractors com una forma d'etnocentrisme o d'exclusió. En efecte no tenir escriptura no vol dir no tenir passat i oblidar que moltes de les societats que escrigueren tingueren un passat no escrit el qual explica el present o passat recent escrit.

#### La periodització i els períodes històrics

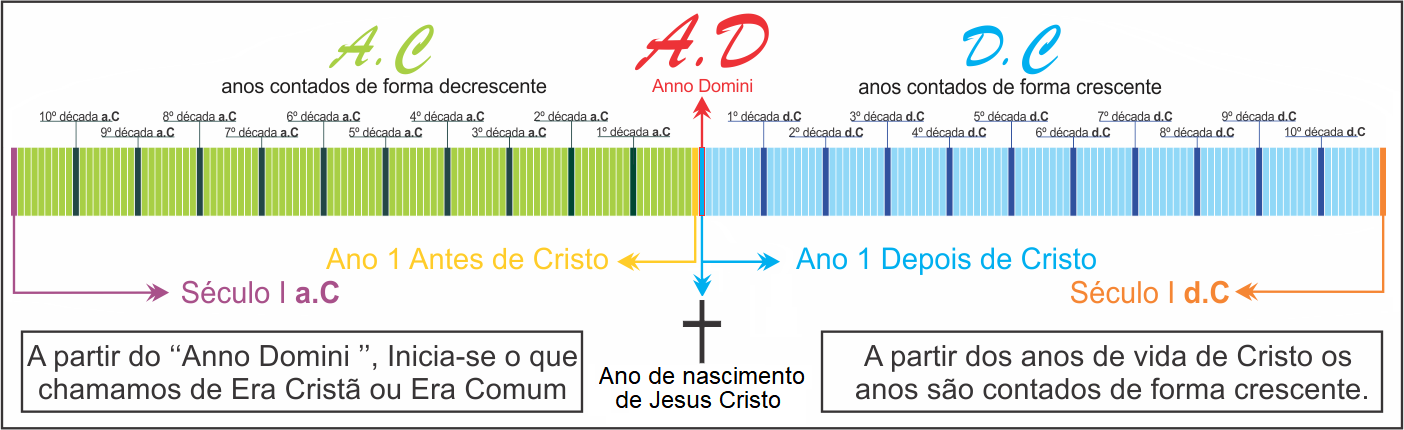
Cronologia del temps segons la periodització europea

La psicòloga estatunidenca Elizabeth Loftus ha aconseguit provar que el cervell humà és elaboratiu i constructiu. Això explicaria les raons que porten els historiadors a voler esquematitzar la història, un procediment pel qual s'hi ha vessat molta tinta i que forma part dels mètodes de la història com a ciència.
La història de la humanitat s'ha dividit, convencionalment, en períodes històrics. Les dates poden variar depenent dels historiadors o de la regió que es vulga tractar. La tradició de concebre la història per lots de nació, país, regió, estat, etc, fa que a la pràctica l'esquematització varie segons on se situe l'historiador. La historiografia xinesa no concep la periodització de la República Popular Xinesa de la mateixa manera que es manté des d'Occident. La historiografia asiàtica en general procedix a perioditzacions del tot diferents a les occidentals. Alhora el continent americà i africà incorpora de forma parcial la periodització occidental.
En part, hi confluïxen diferents factors:
- aïllament geogràfic (fins que els europeus no entraren en contacte amb el continent americà aquest es desenvolupà de forma diferent)
- cultures diferents (tradicions literàries, musicals, polítiques, religioses i socials diferents)
- passats religiosos dispars (cronologies cristianes, budistes, hinduistes o altres del temps)

El fet de repartir el temps segons el naixement de Crist ja és un bon exemple de principis dispars en el moment d'elaborar una periodització. El món musulmà no trobarà cap mena de sentit de partir-ho tot a partir de Crist quan els esdeveniments que els pertoquen no tenen connexions directes amb l'adveniment de Jesucrist.
| època | edat | mil·lenni | segle | dècada | any |

### Classificació per període
Encara que la història de la Terra comença amb la formació geològica del globus terrestre i que la història de la humanitat comença amb l'aparició del gènere homo, s'ha limitat tradicionalment l'ús de la paraula història per referir-se als períodes que ens són coneguts per mitjà de les fonts escrites i els mitjans pels quals s'obtenen aquestes fonts. Els períodes dels quals no en tenim cap, de registre escrit, són la prehistòria i la protohistòria.
La separació en períodes de la història més acceptada no està lliure de desacords. Aquesta classificació, basada en uns termes proposats per Christoph Cellarius (edats antiga, mitjana i moderna), tenen com a punt de vista la civilització occidental i un fort caire eurocèntric. El principal problema es basa en el fet que la classificació per a una zona del món determinada no s'ajusta als períodes en què podria ser classificada la història en altres parts. Proposar una classificació única és difícil d'obtenir. Així, canvis que es poden originar en un lloc concret, per exemple a la zona d'Àsia, poden ser, més o menys, propers a canvis succeïts a Europa occidental o Àfrica, però difícilment connectats amb processos similars succeïts a Amèrica o Oceania.
Tenint en compte aquestes discrepàncies, els períodes de la història més comunament acceptats, per convenció, són:

#### Abans de la Història
- Prehistòria: des de l'aparició de l'ésser humà, cap als dos milions d'anys aC, fins a l'aparició de les primeres civilitzacions que empren l'escriptura, cap al 4000 aC. Només en tenim dades arqueològiques.[15]
  - Paleolític (etimològicament antiga edat de pedra, per la pedra tallada). Els fets més decisius són els lligats a l'evolució humana, d'una banda, i a l'evolució cultural primitiva per l'altra (utilització d'eines i del foc; desenvolupament de diferents tipus de col·laboració i conducta social primitiva; i del llenguatge). Els grups socials serien petits, amb una densitat de població inferior a un habitant per quilòmetre quadrat. L'economia es limitava a una relació depredadora amb el medi ambient (caça, pesca i recol·lecció), cosa que no impedia un impacte notable (primera humanització del paisatge natural i extincions provocades per la pressió de l'activitat humana en els ecosistemes on s'introdueix).

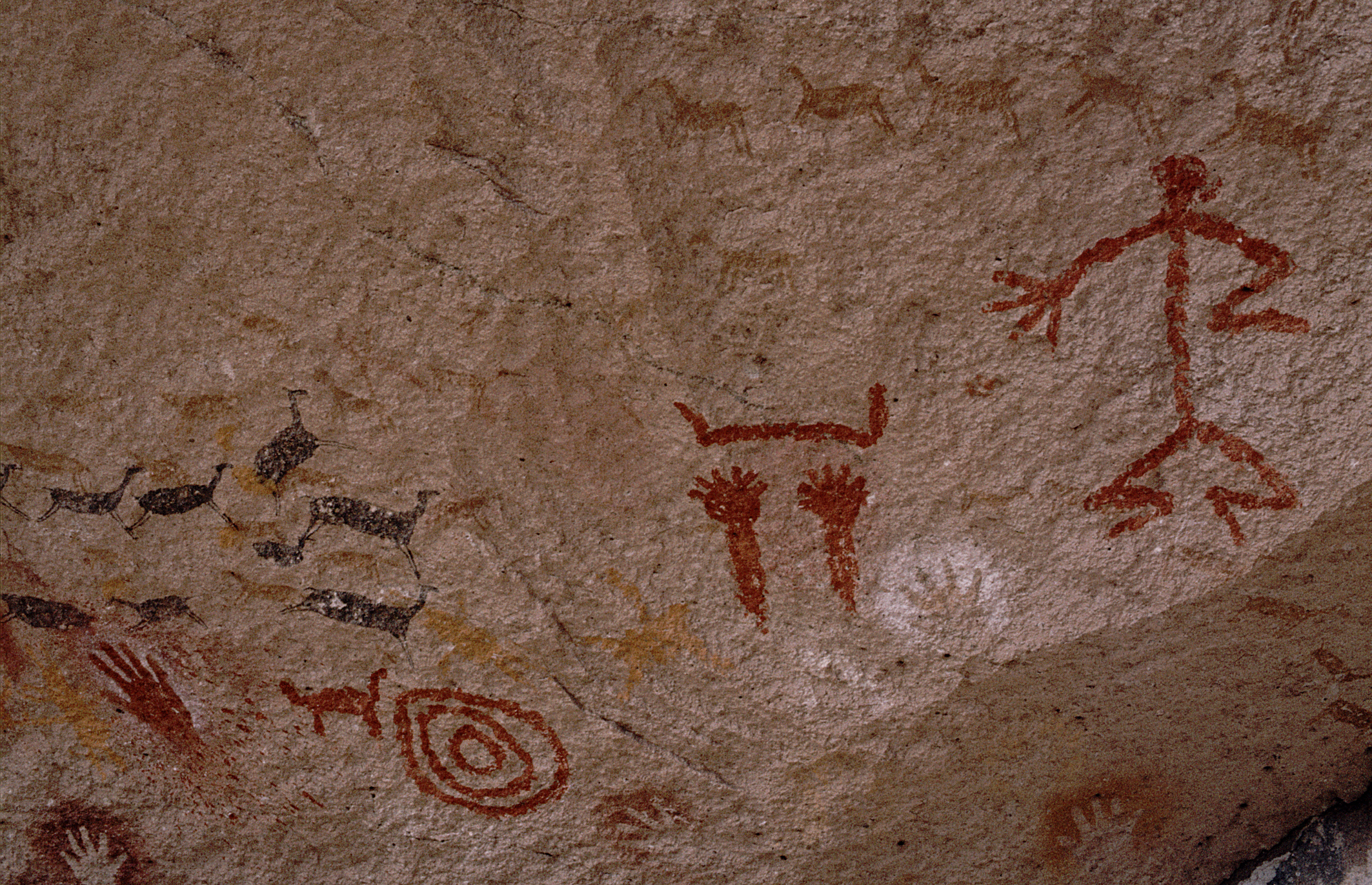
Pintures rupestres de la cova de les Mans (riu Pinturas, Argentina, cap al 9000 aC

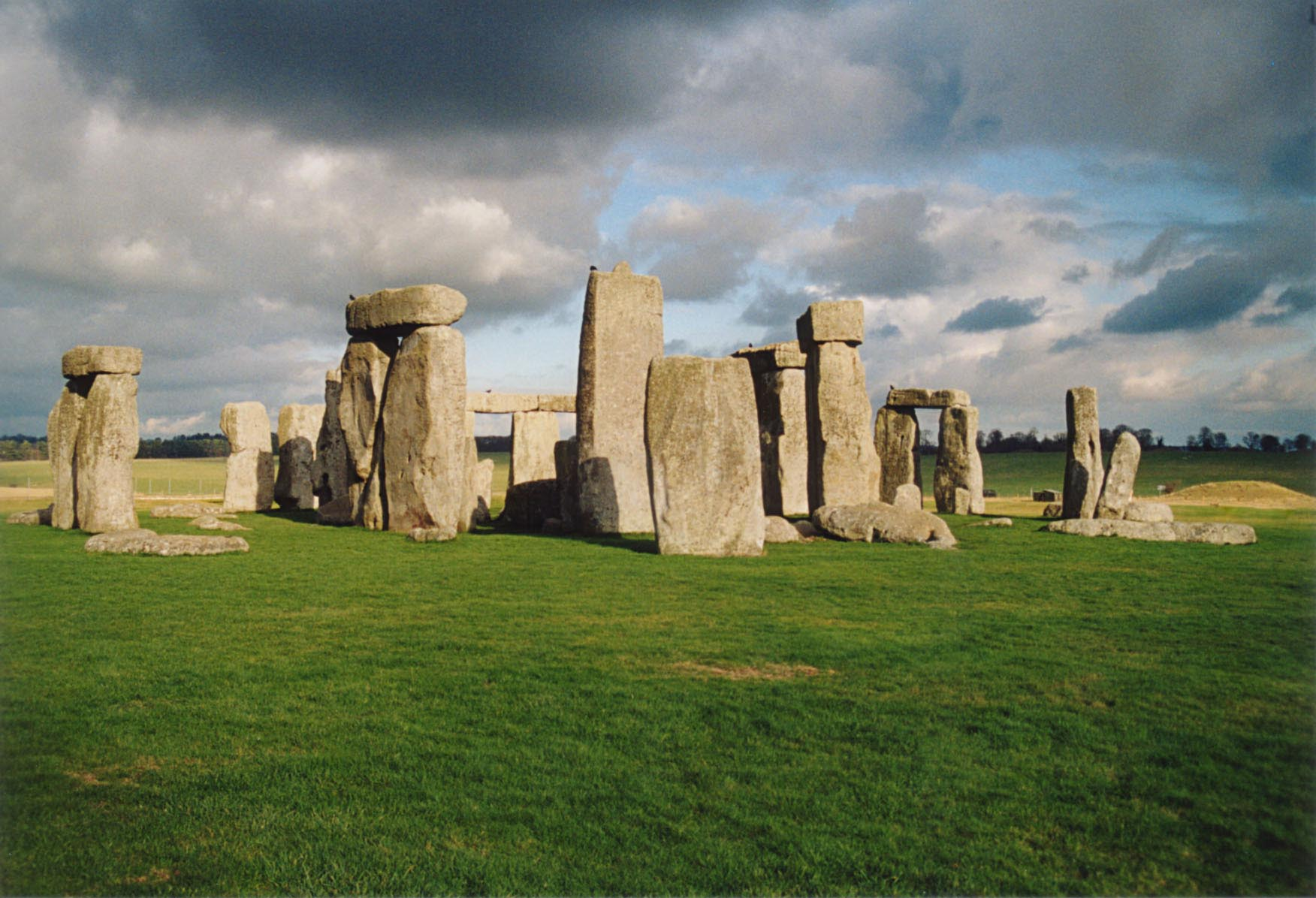
Stonehenge, un monument megalític tipus cromlec a Gran Bretanya, cap al III mil·lenni aC

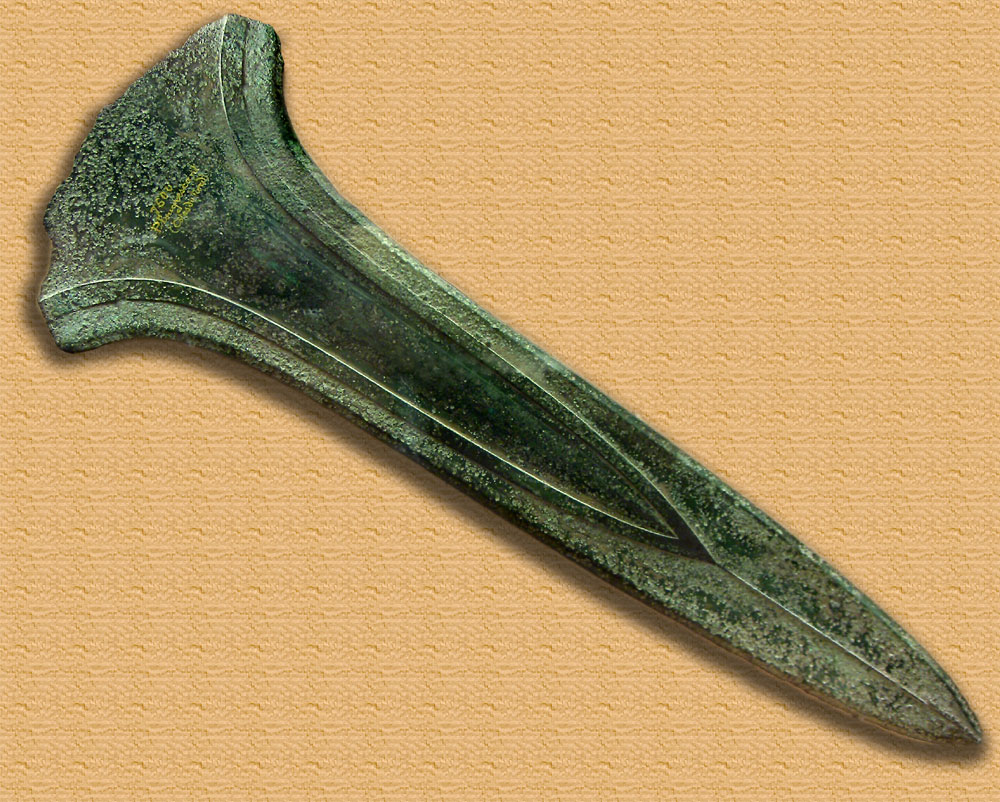
Espasa de bronze (Saint-Germain-en-Laye, França, cap al 800 aC

- Paleolític inferior. Primeres pedres tallades (indústries olduvaiana o mode 1 i acheuliana o mode 2). Homínids com Australopitec, Homo habilis i Homo ergaster (Àfrica sud-oriental), Homo erectus (estès per Europa, Àsia i Àfrica); Homo antecessor i Homo heidelbergensis (específics d'Europa). Des d'uns 2,5 milions d'anys fins a 130.000 anys.
  -     - Paleolític mitjà. Canvis en la cultura de la talla (mosterià o mode 3) i aparició de noves espècies d'homínids: humà de Neanderthal a Europa, Homo sapiens arcaic a Àfrica -humà de Kibish-), des de 130.000 anys fins a 35.000 anys aproximadament.
    - Paleolític superior. Cultura de la pedra tallada lligada a l'Homo sapiens modern, indústria mode 4 (aurinyacià, gravetià, solutrià, magdalenià -a Europa-, Clovis i Monte Verde -a Amèrica, on apareixen els homínids per primer cop-); des de 35.000 a 10.000 anys aproximadament.

  - Mesolític/Epipaleolític/Protoneolític. Període de transició, lligat als canvis que va produir la fi de l'última glaciació. Des del X mil·lenni aC fins al VIII mil·lenni aC, aproximadament. En les zones en què hi va haver una transició cap al Neolític es denomina Mesolític, mentre que en la resta, en què només existí una fase de continuació del Paleolític, es denomina Epipaleolític.
  - Neolític (etimològicament, 'nova edat de pedra', per la pedra polida: mode 5). Del VIII mil·lenni aC al IV mil·lenni aC, aproximadament. El seu inici en cada zona està lligat al desenvolupament de la denominada Revolució neolítica: substitució de l'economia depredadora (caça, pesca i recol·lecció) per l'economia productora (agricultura i ramaderia), fet que va intensificar extraordinàriament la densitat de població i l'impacte en el medi ambient. Aparició de la ceràmica, substitució del nomadisme pel sedentarisme (assentaments estables o llogarets). Començà al VIII mil·lenni al Creixent fèrtil de l'Orient Pròxim, d'on es va difondre cap al nord d'Àfrica i Europa i Àsia. L'aparició de l'agricultura i la ramaderia es va produir de manera endògena en altres zones del món com Amèrica.
  - Edat dels metalls. Des del IV mil·lenni aC (o més tard, segons la zona). Al Pròxim Orient és una època que ja pertany a la història, mentre que a la resta de zones encara forma part de la prehistòria. Es produeixen grans innovacions tecnològiques (metal·lúrgia, roda, arada, vela). Alguns llogarets construeixen muralles i augmenten de grandària fins a transformar-se en ciutats. L'economia i la societat es fa més complexa (excedents, comerç a llarga distància, especialització del treball, estratificació social amb una elit dirigent caracteritzada per l'exhibició de riquesa en forma d'armes i monuments funeraris). El trànsit a la història es donarà quan es completi la formació de les societats complexes (civilitzacions) amb estat i religió institucionalitzada, i l'aparició de l'escriptura. Es divideix en diverses fases:
    - Calcolític, Eneolític o edat del coure (III mil·lenni aC aproximadament a Europa occidental).
    - Edat del bronze (II mil·lenni aC aproximadament a Europa occidental).
    - edat del ferro (I mil·lenni aC aproximadament a Europa occidental).
- Protohistòria: les civilitzacions que no tenen escriptura, però coincideixen amb d'altres que sí que en tenen. A més de les arqueològiques, tenim dades escrites per altres pobles. Cronològicament, coincideix amb part de la història antiga.

#### La història
- Edat antiga o antiguitat: des de les primeres civilitzacions fins a la desaparició de l'Imperi Romà d'Occident, el 476, tot i que de vegades es fa allargar fins a l'arribada de l'islam a Europa i l'època de Carlemany (segle viii).

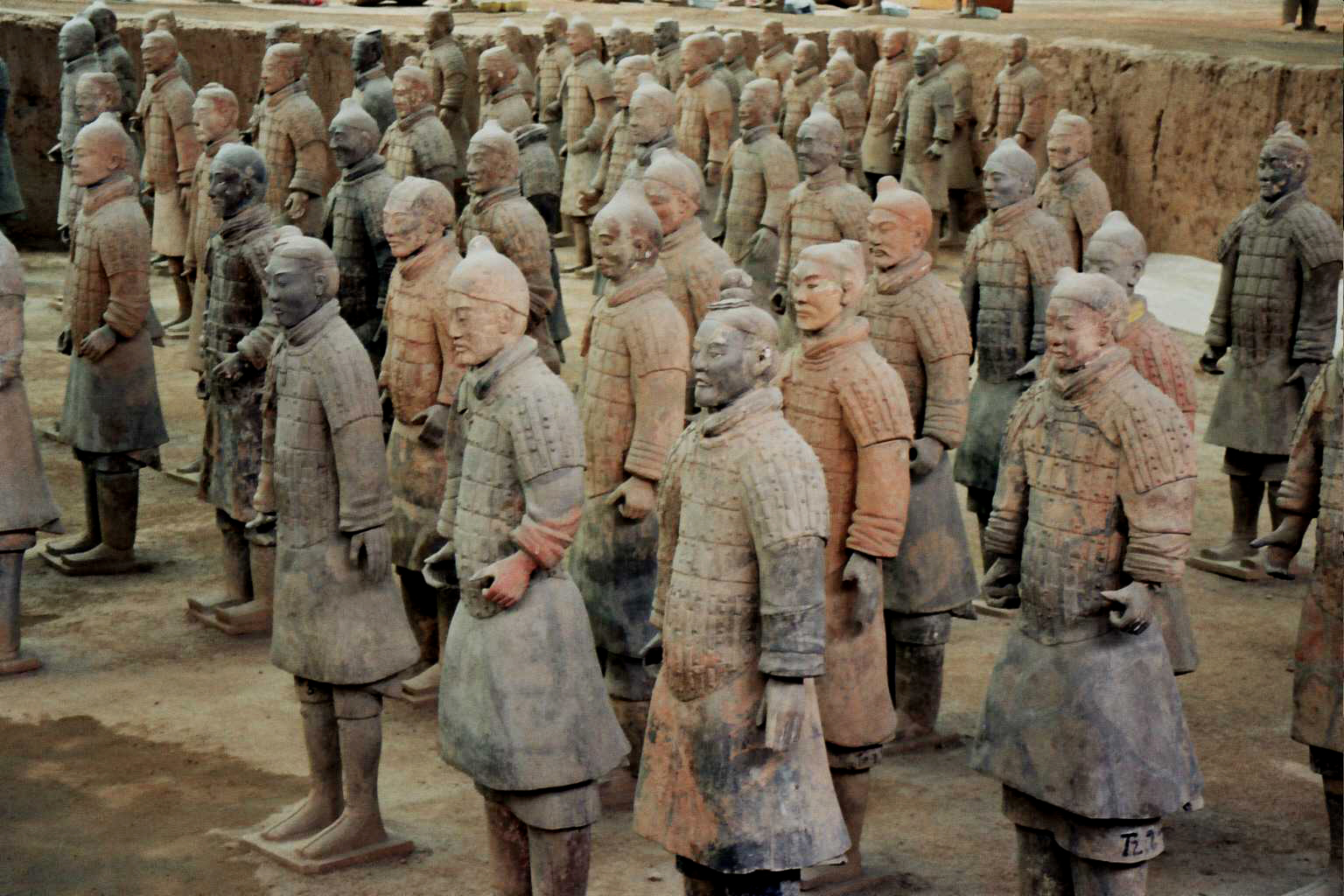
L'exèrcit de guerrers de terracota, Xi'an,, durant el mandat de Qin Shi Huang

- - Antiguitat primerenca: marca el naixement de la civilització al Pròxim Orient.[16] Es produeix l'aparició dels primers pobles, ciutats estat i imperis, principalment als marges dels grans rius. Aquests pobles aparegueren a Mesopotàmia (Sumèria, Accad, Babilònia, Assíria), a la vall del riu Nil (antic Egipte), al Creixent fèrtil occidental (Fenícia, Israel-Judà), a Anatòlia (hitites), a l'Egeu (civilització minoica i civilització micènica), a la vall de l'Indus (civilització de la vall de l'Indus), i a la vall del riu Groc (Xina). També de manera endògena apareixen les primeres civilitzacions a l'Amèrica precolombina i algunes cultures de l'Àfrica subsahariana.[17]

- - Antiguitat clàssica: entre el segle viii aC i el segle ii. Fa referència a les civilitzacions de l'antiga Grècia, el període hel·lenístic a tot el Pròxim Orient posterior a l'Imperi d'Alexandre el Gran i a l'Imperi Romà. Simultàniament, es va desenvolupar l'Imperi persa, que ocupa l'espai intermedi i posa en contacte les civilitzacions mediterrànies amb les civilitzacions asiàtiques, especialment la hindú, mentre que les civilitzacions d'Extrem Orient, com la xinesa, es desenvolupen de manera pràcticament independent, i les americanes en total desconnexió. Són societats basades en el sistema de producció esclavista.
  - Antiguitat tardana: fa referència, principalment, a Occident, i marca el període de transició des de la crisi del segle iii fins a l'època de Carlemany o l'arribada de l'islam a Europa (segle viii). Marca la decadència de l'Imperi Romà, l'impacte de les invasions germàniques, i el desenvolupament de les noves religions monoteistes (cristianisme i islam), que s'imposen com a religions dominants. Els sistema de producció esclavista és substituït pel sistema de producció feudal. A Orient sobreviu l'Imperi Romà d'Orient, continuador de l'Imperi Romà.[18]

Estendard d'Ur, III mil·lenni aC
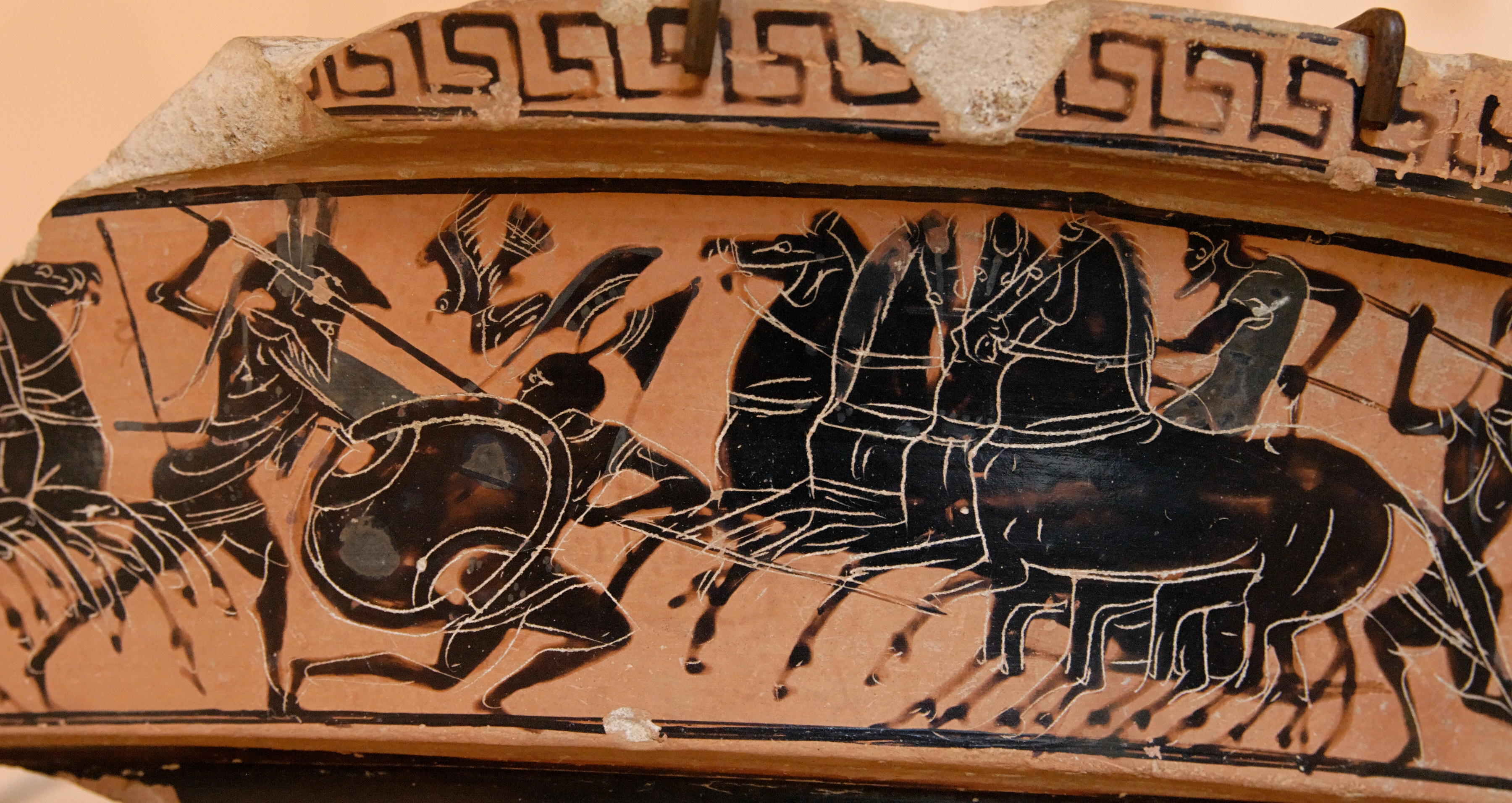
Dos guerrers grecs en combat, Selinunt, segle vi aC
Sarcòfag Ludovisi, cap al 250. Les legions romanes lluiten contra els gots
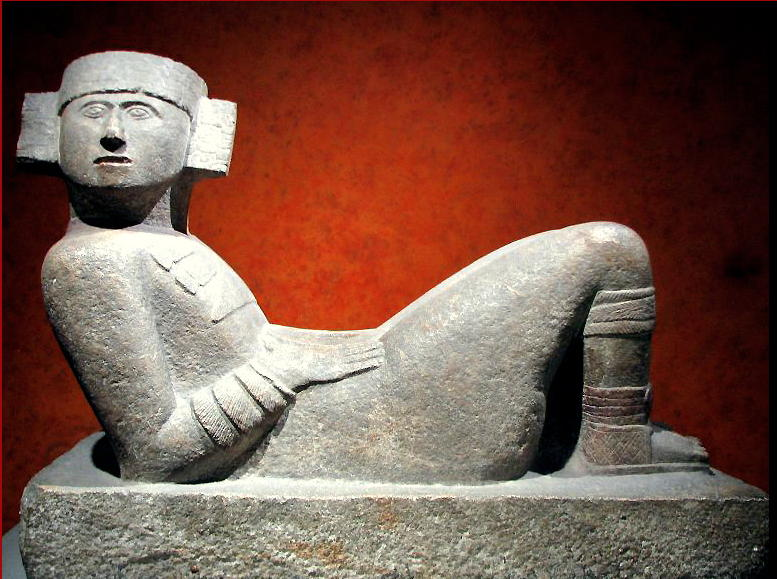
Chac Mool, Chichén Itzá, ciutat maia fundada el segle vi

Un cavaller, un clergue i un camperol (els tres ordres feudals) il·lustren la miniatura d'una lletra capitular en un manuscrit medieval

- Edat mitjana: del 476 fins al descobriment d'Amèrica, el 1492, o la caiguda de Constantinoble, el 1453. Fa referència, bàsicament, a l'Occident europeu. Des de la caiguda de l'Imperi Romà d'Occident (segle v) fins a la caiguda de l'Imperi Romà d'Orient (segle xv). Fou un període molt perllongat, en què es van produir, per tant, dinàmiques molt complexes que poc tenen a veure amb els tòpics d'aïllament, immobilisme i obscurantisme amb què fou definit posteriorment, en comparació amb la mitificada edat antiga i el seu Renaixement a l'edat moderna.
  - alta edat mitjana: del segle v al segle x. És una època fosca per la manca de fonts escrites, a causa de la reculada de la vida urbana i de la descomposició del poder polític que caracteritza el feudalisme. L'Església es converteix en l'única continuïtat de la tradició intel·lectual. La noblesa i el clergat, vinculats familiarment, són els senyors que exerceixen el poder polític, social i econòmic sobre els camperols sotmesos a servitud. Castells i monestirs s'imposen en un paisatge de boscos, erms i petits llogarets gairebé incomunicats.[19]
  - Baixa edat mitjana: del segle XI al segle xv. De vegades es refereix al segle xiv i al segle xv, com a "crisi de l'edat mitjana" o "crisi del segle xiv"; denominant-se el període del segle xi al segle xiii com a "plenitud de l'edat mitjana". Es produïx una revolució urbana i un augment de l'activitat comercial i artesanal d'una incipient burgesia, mentre que de manera paral·lela s'enforteix el poder de les monarquies feudals. Els poders universals (pontificat i imperi) s'enfronten i entren en crisi. Les croades demostren la capacitat d'expansió europea cap a l'orient del Mediterrani. La universitat medieval reelaborà el saber antic amb l'escolàstica (renaixement del segle XII). A la fi del peróde es conformen els trets que caracteritzaran de l'antic règim: una economia en transició del feudalisme al capitalisme, una societat estamental i una monarquia autoritària en transició a la monarquia absoluta.[20]

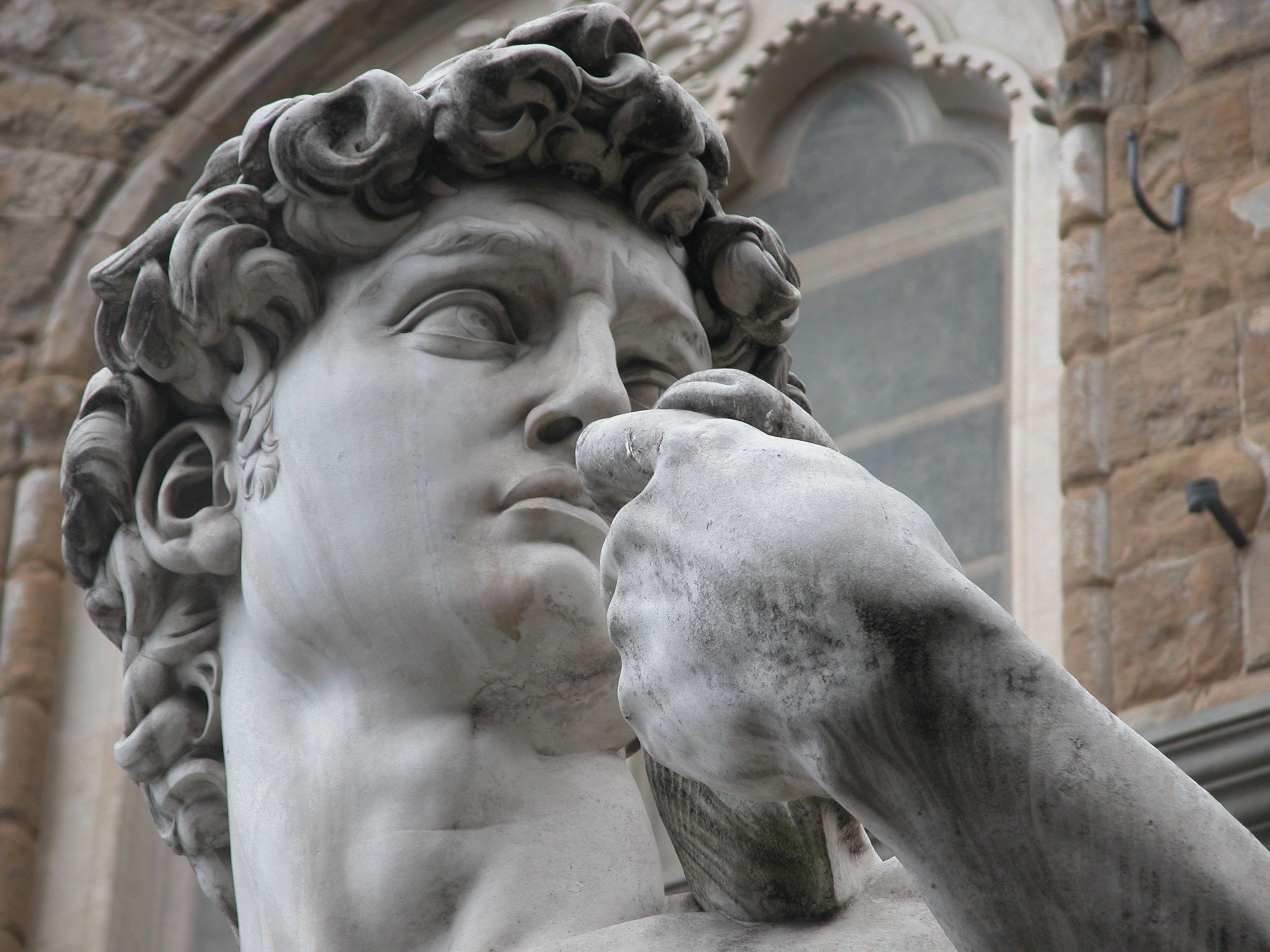
El David de Miquel Àngel (1504), obra mestra del Renaixement italià

- Edat moderna: des del 1492 fins a la Revolució francesa, el 1789. Diferents fites marquen l'inici d'aquesta època, com són l'invent de la impremta, la captura de Constantinoble pels turcs o el descobriment d'Amèrica. Com a punt final, se sol esmentar la Revolució francesa, la independència dels Estats Units d'Amèrica o la Revolució industrial. És, per primera vegada, un període de validesa gairebé mundial, ja que per a la major part del món (amb l'excepció només parcial de la Xina o Japó -que després d'uns primers contactes opten per tancar-se a la influència exterior en major o menor mesura- o d'espais recòndits d'Amèrica, Àfrica i Oceania -colonitzats al segle xix-) va significar la imposició de la civilització occidental i la denominada economia món. Es va iniciar amb l'era dels descobriments i l'expansió de les nacions occidentals, mentre que el món de les idees experimentava les innovacions del Renaixement, la Reforma protestant i la revolució científica; contraposades per la Contrarreforma i el barroc. Mentre que en països com l'Espanya dels Habsburg i la França de Lluís XIV triomfava l'absolutisme, en altres parts d'Europa nord-occidental ho feien les primeres revolucions burgeses que desafiaven l'antic règim (Revolució holandesa, Revolució anglesa) i al sud i est del continent s'observava un procés de refeudalització. L'eix de la civilització es va desplaçar de la conca del Mediterrani a l'oceà Atlàntic. La crisi del segle XVII i la pau de Westfalia establiren un nou equilibri europeu que impossibilitava les hegemonies espanyola o francesa, i que es va mantenir durant el segle xviii, caracteritzat intel·lectualment per la Il·lustració. Durant tot aquest període van néixer els moderns conceptes de nació i estat.[21]

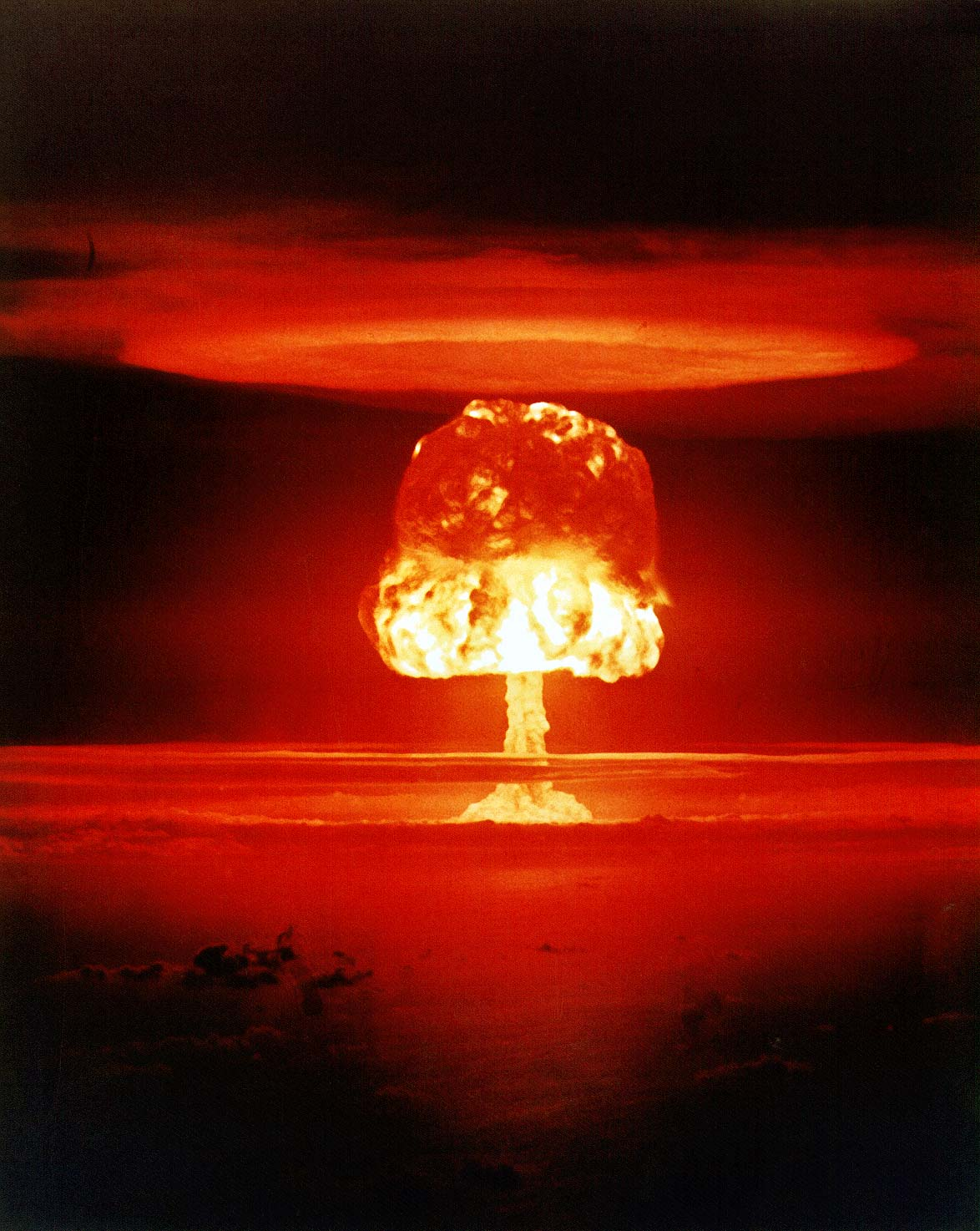
Prova nuclear a l'atol de Bikini, 26 de març de 1954, en plena guerra freda

- Edat contemporània: des de 1789 fins avui en dia. L'era de les revolucions (revolució industrial, revolució burgesa i revolució liberal) va acabar amb l'antic règim i va donar pas durant la segona meitat del segle xix al triomf del capitalisme que s'estén amb l'imperialisme a tot el món, mentre de forma paral·lela neix el moviment obrer. Les guerres napoleòniques van donar pas a un període d'hegemonia britànica durant l'era victoriana. El començament de la transició demogràfica (primer a Anglaterra, poc després a tot el continent europeu i posteriorment a la resta del món) produeix una veritable explosió demogràfica que altera de manera radical l'equilibri social i el de l'ésser humà amb la natura, sobretot a partir de la segona revolució industrial (pas de l'era del carbó i de la màquina de vapor a l'era del petroli, el motor d'explosió i l'era de l'electricitat). La primera meitat del segle xx està marcada per dues guerres mundials i el període d'entreguerres, en el qual es produí la crisi de 1929, per l'economia capitalista. La segona meitat del segle xx es va caracteritzar per l'anomenada guerra freda entre les dues superpotències (Estats Units i la Unió Soviètica), i la descolonització del Tercer Món, enmig de conflictes regionals de gran violència (com el conflicte araboisraelià). Es produeix també una acceleració de la innovació tecnològica (tercera revolució industrial o revolució cientificotècnica). Des de 1989, la caiguda del mur de Berlín i la desaparició del bloc comunista van conduir al món actual del segle xxi, presidit per la globalització tant de l'economia com de la presència política, militar i ideològica de l'única superpotència, i l'aparició de potències emergents, com Xina i l'Índia.[22]

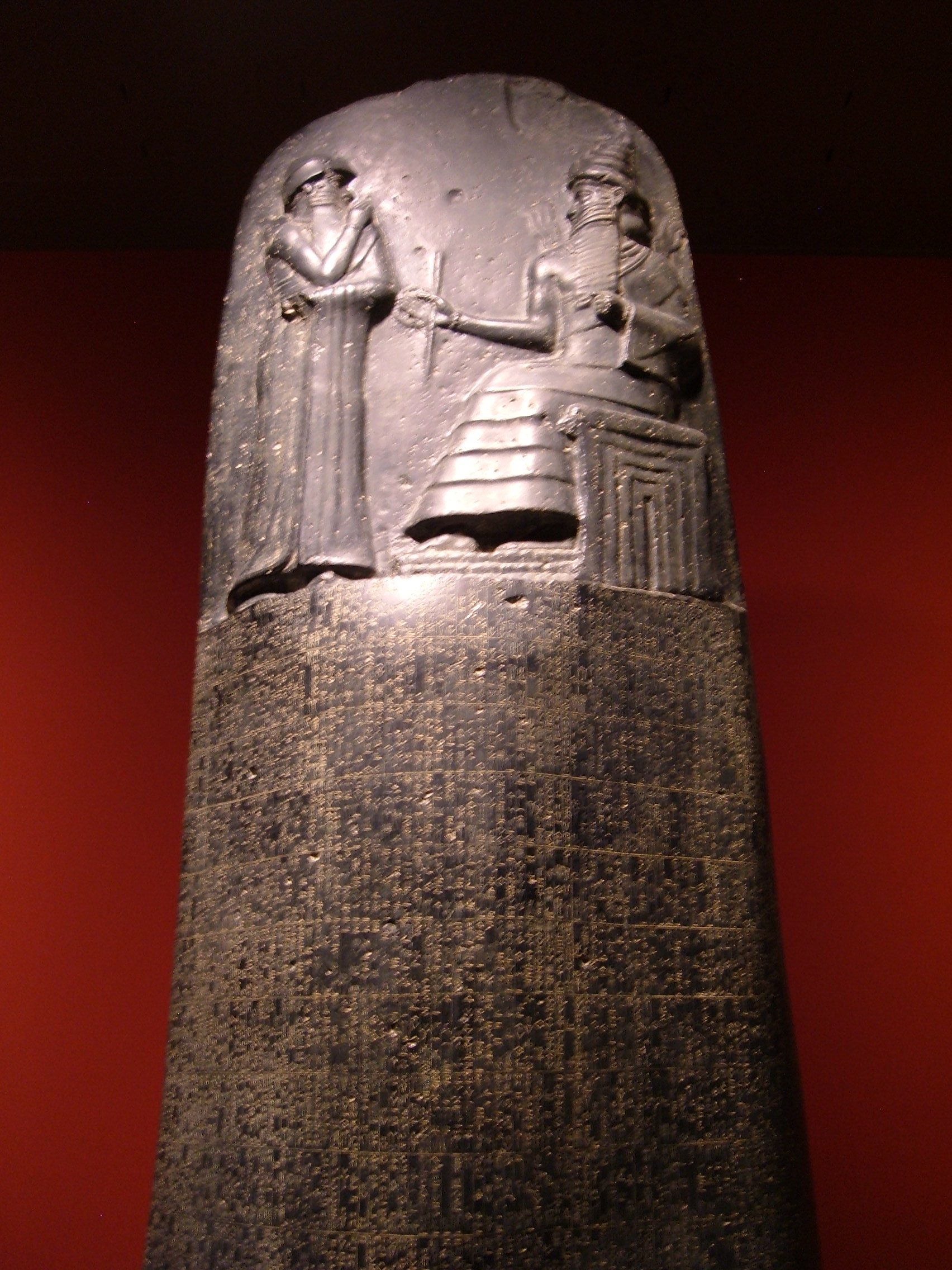
Codi d'Hammurabi, Babilònia. Edat antiga
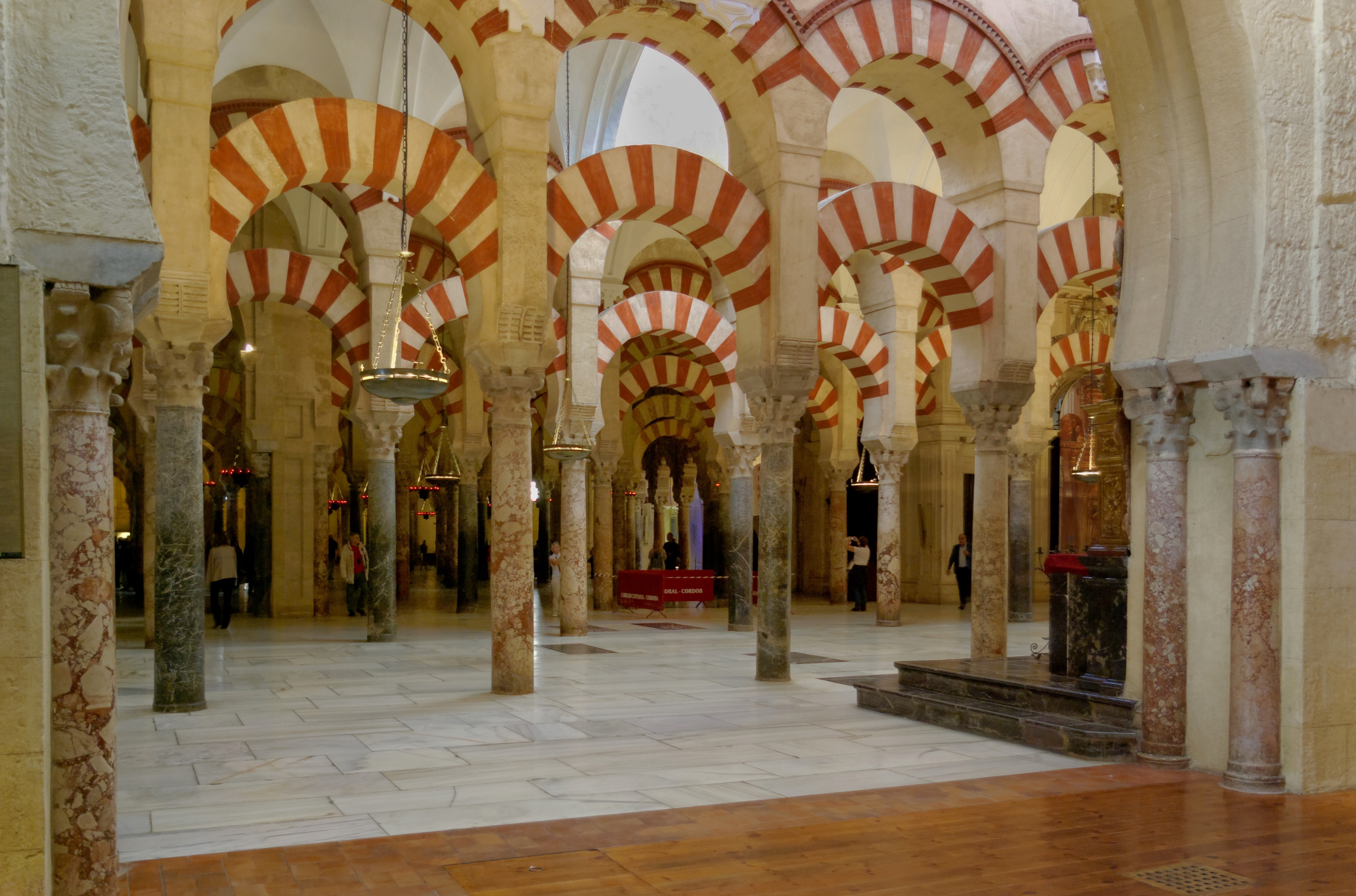
Mesquita de Còrdova. Edat mitjana
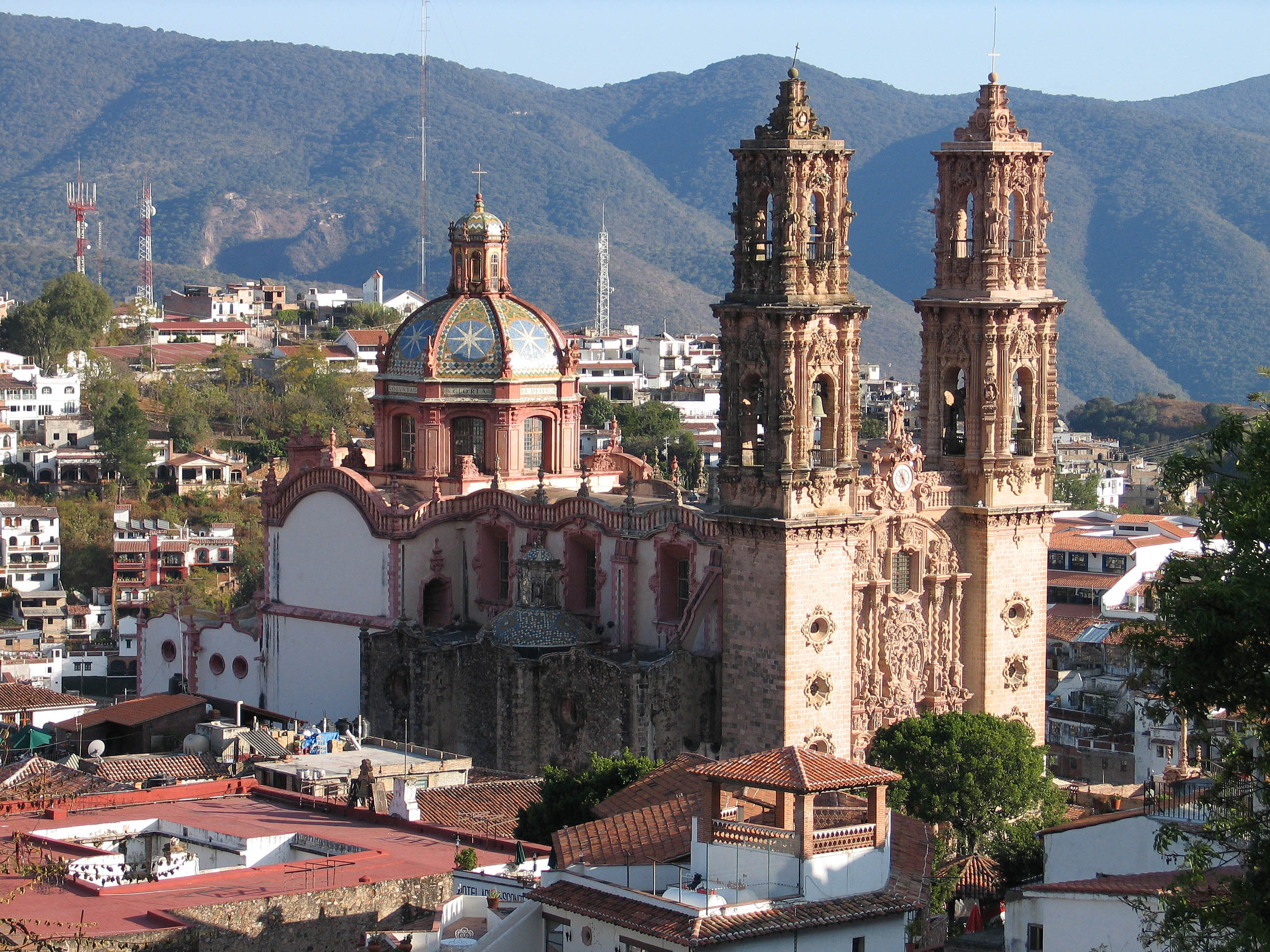
Santa Prisca de Taxco, Mèxic. Edat moderna
La llibertat guiant el poble, d'Eugène Delacroix (França). Edat contemporània

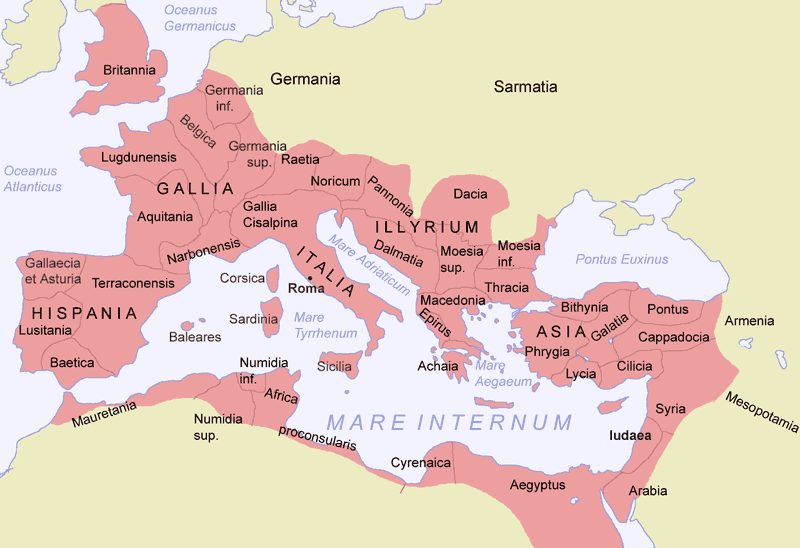
L'Imperi Romà fou un dels més extensos de l'edat antiga. Durant el regnat de Trajà (any 117 dC) abastà una gran part de l'Europa actual

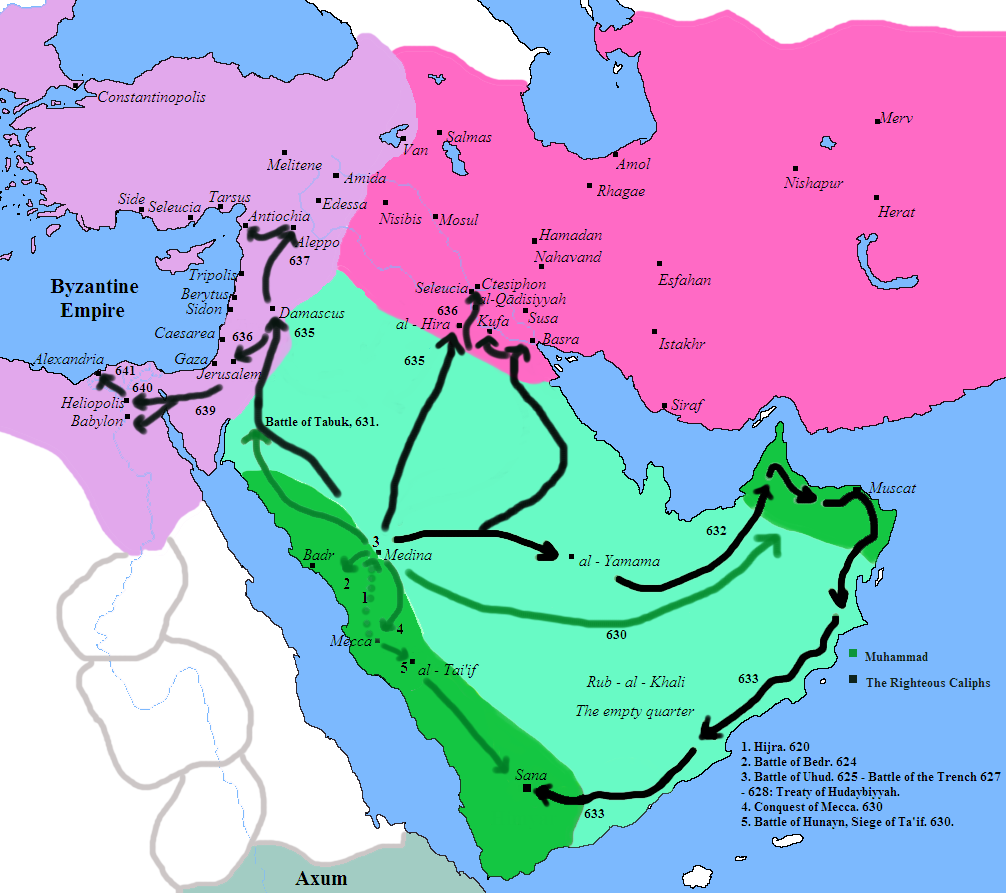
L'islam visqué un període de forta expansió en els primers anys de l'edat mitjana (630-641)

L'Imperi Mongol liderat per Genguis Kan s'estengué per gran part d'Àsia durant el

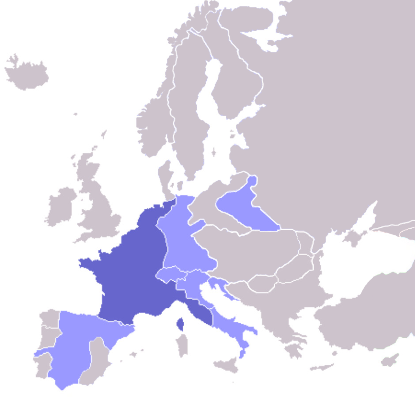
L'Imperi francès aconseguí vers 1811 el control militar de la major part de l'Europa occidental

|  |  |  |  |

### Classificació geogràfica

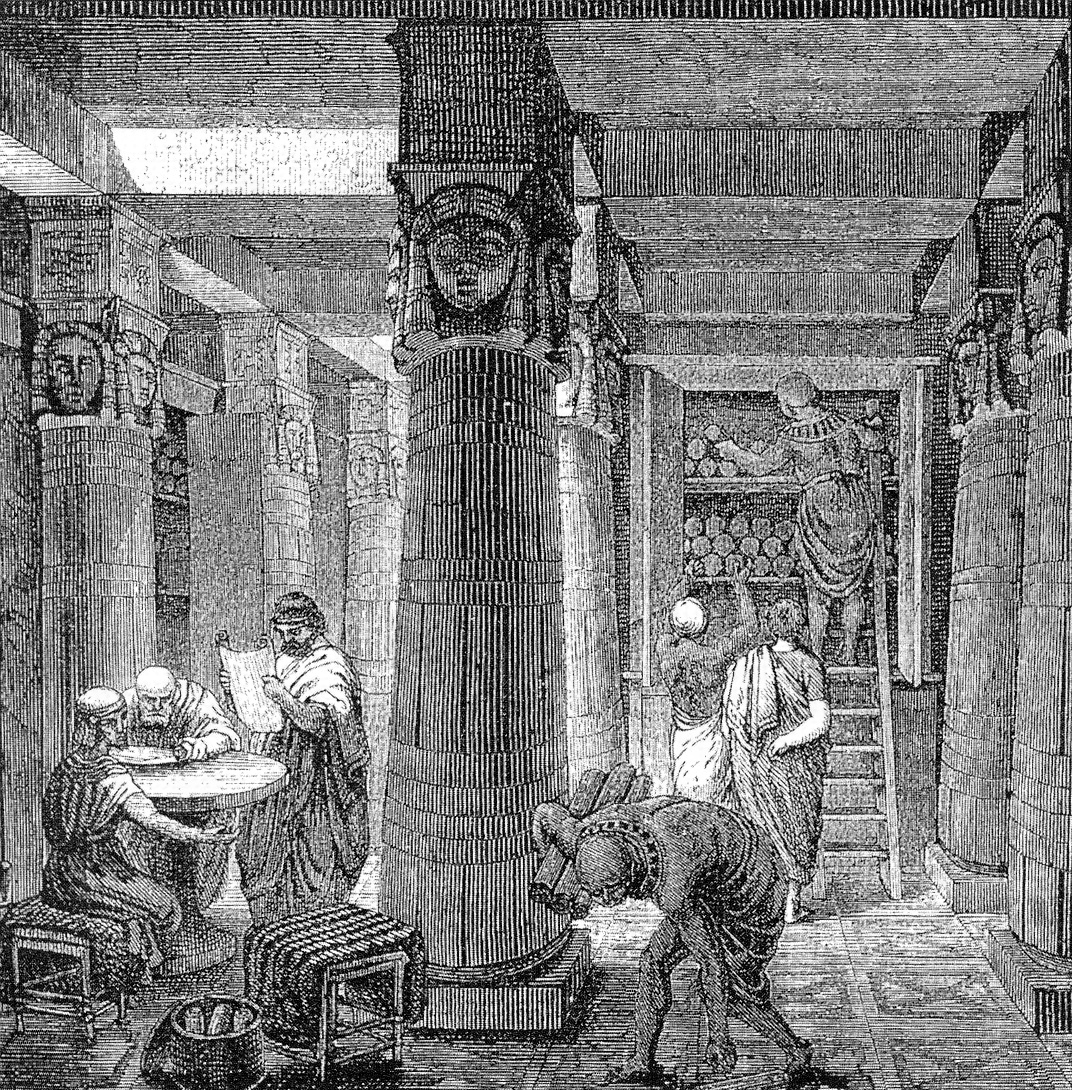
Dibuix de l'antiga Biblioteca d'Alexandria

La classificació geogràfica és una visió de la història en un territori o regió determinats, des de la història d'un continent a la d'una nació o una ciutat, entre d'altres.
- Història universal
- Història d'Amèrica
- Història d'Europa
- Història d'Àsia
- Història d'Àfrica
- Història d'Oceania
- Història de l'Antàrtida

Com a subcategories de la història d'Europa, en trobem, entre d'altres, les següents: història de Catalunya, història d'Andorra, història del País Valencià o història de les Illes Balears.

### Classificació per àrea d'estudi

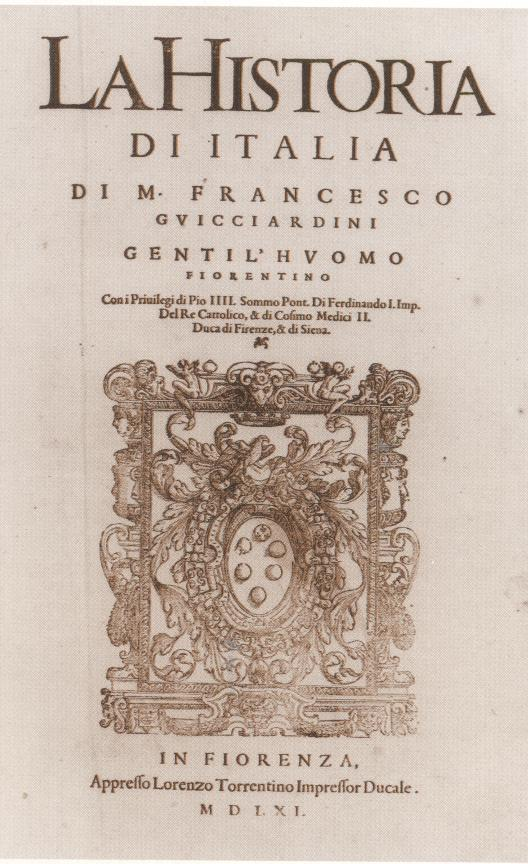
La Historia di Italia de Francesco Guicciardini, 1561

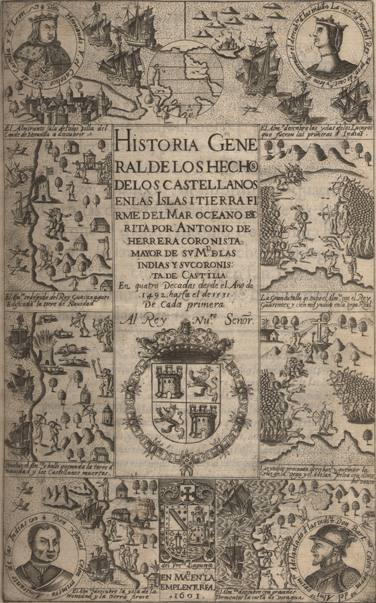
Historia General de los Hechos de los Castellanos en las Islas y Tierra Firme del Mar Océano, d'Antonio de Herrera, 1601.

Són aproximacions de la història per àrees temàtiques o tenint en compte diversos aspectes d'estudi. Podem destacar:
- Cronologia: ciència consistent a localitzar moments històrics en el temps.
- Futurologia: estudi del futur.
- Història comparativa: comparativa entre diferents societats en un moment donat o que comparteixen condicions culturals similars.
- Història contrafactual: també anomenada ucronia, és el resultat d'un exercici mental que respon a la pregunta "Què hagués passat si…?".
- Història de la ciència: estudi del conjunt d'avenços, invents i paradigmes teòrics que han tingut lloc en la història del coneixement.
  - Història de la tecnologia: història de la invenció d'eines i tècniques en el passat.
  - Història de les matemàtiques: estudia i investiga els diferents mètodes matemàtics en el passat.
  - Història natural: estudi del desenvolupament de l'univers, la Terra, la biologia i les seves interaccions.
- Història de la cultura: estudi de les cultures en el passat.
  - Història de la música: estudi de l'evolució que la música ha sofert al llarg dels temps.
  - Història de l'art: estudi dels canvis de l'art en el seu context social.
  - Història de l'esport: evolució dels diferents esports en el passat.
- Història de la filosofia: estudi dels diferents corrents filosòfics del passat.
- Història de les religions: estudi de l'origen i evolució de les diferents religions des d'un vessant laic i comparatiu.
  - Història de l'islam: història de la religió islàmica.
  - Història del cristianisme: història de la religió cristiana.
- Història del dret: estudia l'evolució de la legislació en el temps.
- Història econòmica: estudi de les economies del passat.
- Història marítima: estudi del transport marítim i tots els temes que hi estan relacionats.
- Història militar: estudi del maquinari de guerra i de les guerres en la història. Una branca en seria la història naval.
- Història política: estudi de la política en el passat.
- Història social: estudi del procés de canvi social al llarg de la història.
- Història universal: estudi de la història des d'una perspectiva global.
- Paleografia: estudi dels texts antics.
- Pseudohistòria: és un terme pejoratiu aplicat a texts que pretenen ser històrics però que no segueixen les convencions historiogràfiques i del mètode històric, i tenen la intenció de manipular les seves conclusions.
- Psicohistòria: estudi de les motivacions psicològiques en els successos històrics.

## L'estudi de la mateixa disciplina

### Historiografia

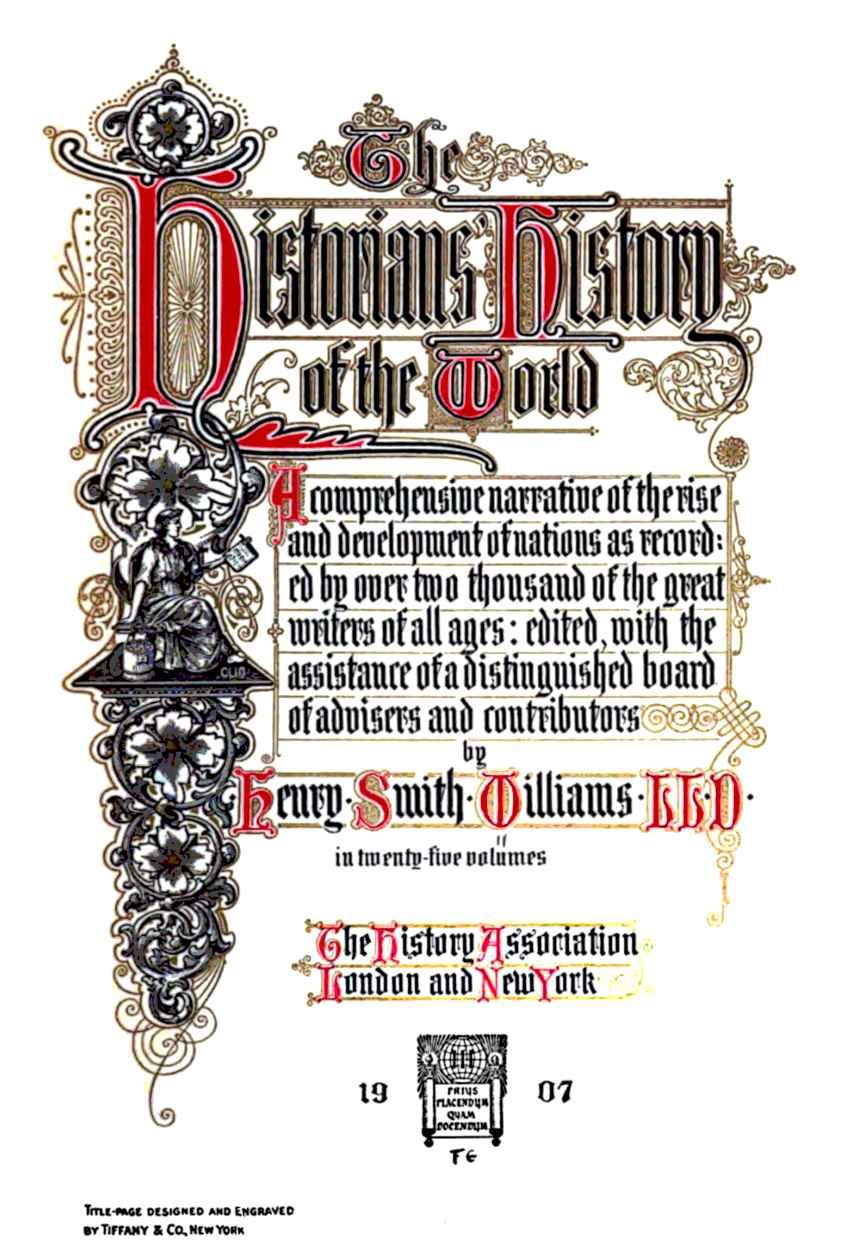
Primera pàgina de The Historians, History of the World

La historiografia, literalment, és l'«escriptura de la història», nom derivat de l'historiògraf, escriptor d'història. El nom designava originàriament un conjunt d'obres històriques.
Existeixen nombrosos conjunts coherents d'obres històriques –o historiografies– d'un mateix període, que ofereixen generalment punts de vista diferents sobre la mateixa història. Fins a la segona meitat del segle xx, una "historiografia" prenia un caràcter nacional, en el sentit que oferia un punt de vista polític dels esdeveniments. Per exemple, és possible citar la historiografia romana d'Orient de l'edat mitjana i la historiografia franca; l'última presenta de manera molt diferent el problema sobre la querella de les imatges que va oposar l'Església romana i l'Església romana d'Orient durant l'època de Carlemany.
Per extensió, la historiografia designa la història de l'escriptura de la història. Havent sorgit com a especialitat de la disciplina històrica, la historiografia presenta, generalment, el punt de vista d'un historiador sobre els seus predecessors i el seu treball: historiadors i historiografies. La majoria dels historiadors cèlebres del segle xx van publicar almenys una obra de caràcter historiogràfic, generalment durant la fi de les seves carreres.
La historiografia tracta els mateixos problemes que la metodologia però l'enfocament d'aquestes qüestions és diferent: esquemàticament es pot dir que la metodologia té com a objecte d'estudi el treball que l'historiador realitza més enllà d'escriure la història mentre que la historiografia s'enfoca en el treball final dels historiadors. També, la historiografia té, sovint, un caràcter més polèmic. Finalment, les conclusions dels estudis historiogràfics són, generalment, l'origen dels canvis metodològics.

### Antiguitat

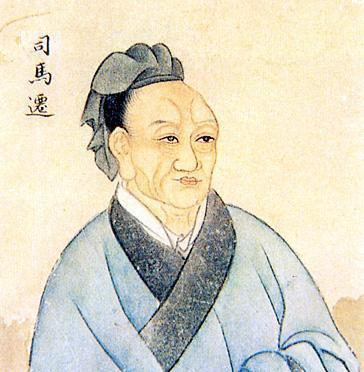
Sima Qian

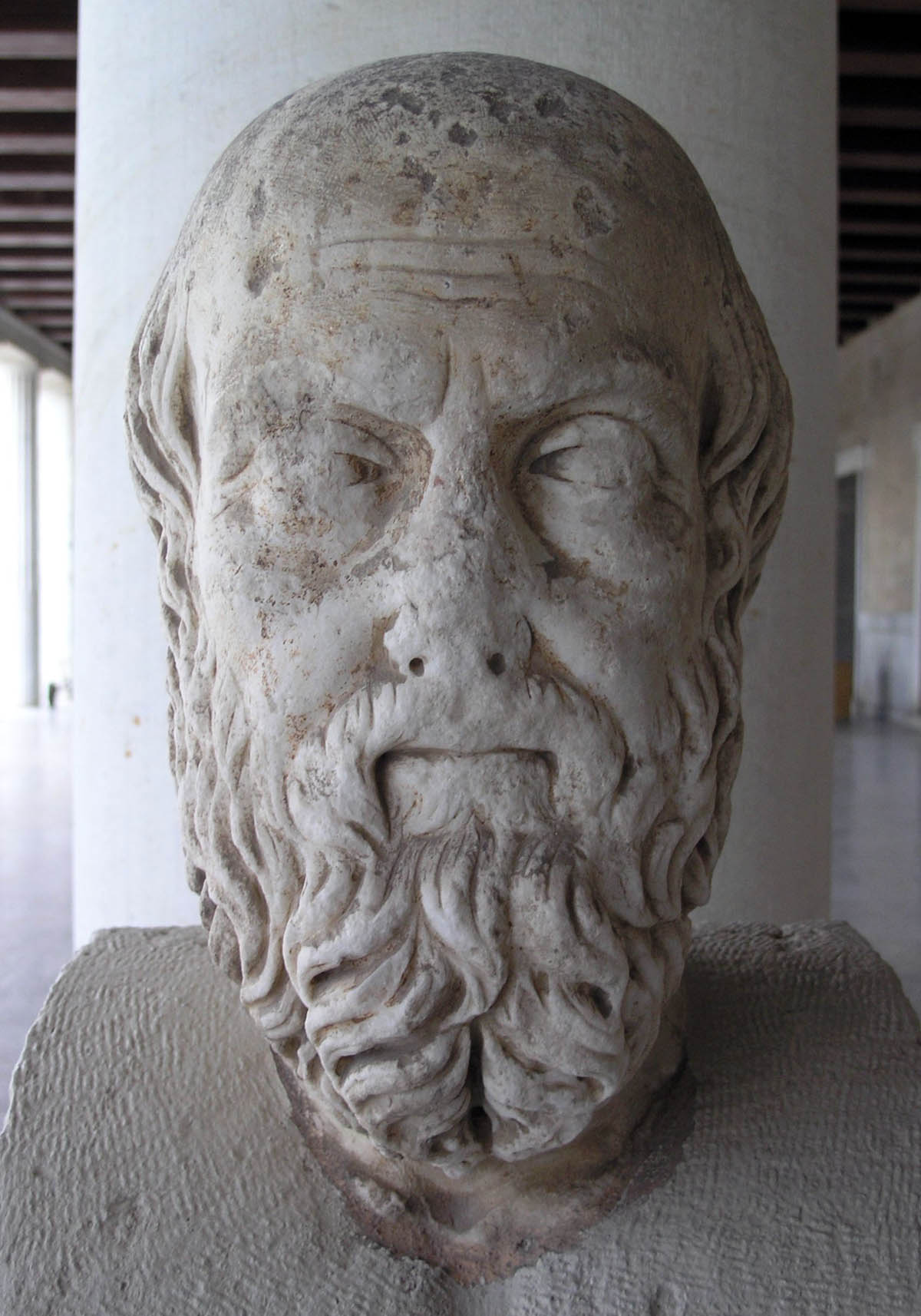
Bust d'Heròdot

Des dels pobles primitius, ja es troben formes orals i representacions per a transmetre els esdeveniments del passat. El doble procés de desenvolupament de l'escriptura i de la cronologia feu possible el naixement d'una forma de fixar i transmetre successions cronològiques de sobirans, en unió de fets rellevants per a les col·lectivitats que regien. Aquesta forma inicial, analítica, es troba en una o altra modalitat des de l'Extrem Orient a l'Amèrica precolombina, passant per les velles cultures d'Egipte i Mesopotàmia. El registre d'anals i cròniques fou en moltes civilitzacions un ofici lligat a un càrrec institucional, controlat per l'estat. Sima Qian (denominat pare de la historia a la cultura xinesa) inaugurà en aquesta civilització els registres històrics oficials burocratitzats al segle ii aC.
A la Grècia clàssica, aparegueren els primers relats que anaven més enllà d'un pur recordatori de dates i fets, i procuraren donar una imatge més completa vers la vida dels pobles. Persones com ara Heròdot i Tucídides són clars exemples d'aquesta tradició.
La tradició grega continuà dins el món romà, en persones com ara Tit Livi o Tàcit. Amb l'aparició del cristianisme, aquesta tradició clàssica a Occident fou influenciada per la religió, donant pas als relats històrics que barrejaven les coses divines i les humanes, considerant la història del món com una manifestació de la voluntat divina, dins una tradició que va d'sant Agustí a Bossuet. Gran part de la historiografia medieval es redueix a una transcripció bíblica, amb intents de cristianització de mites pagans, donant lloc a mites nacionals enllaçats amb annals històrics de temps més propers.
Paral·lelament a aquestes grans síntesis que pretenen relatar la història del món des dels orígens, es desenvolupen altres gèneres, de pretensions més modestes, com la crònica, generalment personal o familiar, relació dels fets d'un sobirà o d'una dinastia, i el diari, en què s'anoten els esdeveniments rellevants d'una comunitat, d'una ciutat o, simplement, les experiències viscudes i les notícies oïdes pel cronista, que explica tot allò que li sembla important.
Cap a la fi de l'edat mitjana, la història tornà a secularitzar-se, inicialment als grans centres de cultura de l'actual Itàlia. L'estudi de la història es transforma en una reflexió sobre la societat, que cerca en els humans mateixos l'explicació del seu destí.

### Formació de la història científica

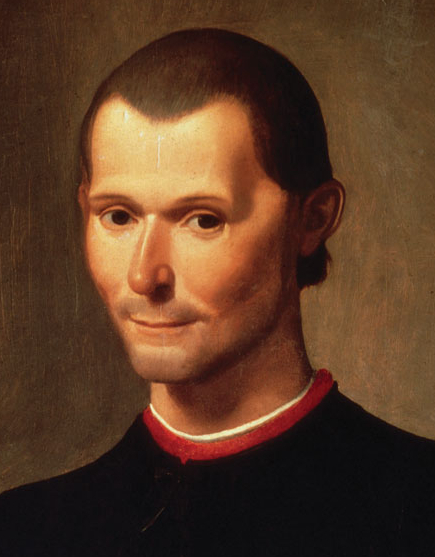
Nicolau Maquiavel vers 1500

Al llarg del Renaixement, entre els segles xiv i xv, a les ciutats estat italianes, entre les quals cal destacar Florència, es revolucionaren les concepcions politicohistòriques, conduint-les vers una anàlisi més secular d'aquestes. Leonardo Bruni obre aquest corrent, i en són els dos representants més destacats Maquiavel i Guicciardini.
Maquiavel interpreta la història dins d'unes coordenades estrictament humanes i amb una dimensió social. En Istorie fiorentine es proposa d'explicar la història de Florència atenent els conflictes socials que s'hi produïren per tal de comprendre els fracassos de la república. Guicciardini continuà aquesta renovació en la Storia d'Italia, obra en què aportà una nova exigència de rigor en l'ús de les fonts.
Els diferents cismes religiosos del segle xvi fomentaren la crítica als mites que omplien els vells escrits històrics. Els atacs dels protestants a les llegendes pietoses del catolicisme tradicional obligaren a emprendre una depuració crítica des de dins i dugueren a l'anomenada guerra dels diplomes entre els anomenats bol·landistes (jesuïtes, sobretot) i els maurins (en especial Mabillon) que, per defensar-se dels excessos crítics dels seus adversaris, desenvoluparen una sèrie de disciplines (paleografia, diplomàtica) que permetien una anàlisi rigorosa dels documents.
Ja dins la Il·lustració, cal destacar l'obra Considération sur les causes de la grandeur des Romains et de leur décadence (1734), de Montesquieu, que pot ser considerada com a origen del pensament històric modern. En aquesta transcendent obra, Montesquieu expressava unes idees que són considerades com a pedra fundacional d'una concepció científica de la història. A mans dels il·lustrats, la crítica històrica va més enllà de la simple discussió vers la validesa d'un document o la certesa d'una dada, ans és emprada com a arma de combat per Bayle o Voltaire en la lluita contra el prejudici i la intolerància. Amb tot, en aquests manca encara l'anàlisi dels mecanismes de l'evolució social.
L'elaboració de la història com a ciència que estudia l'evolució de les societats humanes fou feta a Anglaterra, a inicis de la revolució industrial. A mitjan segle xviii, dins l'anomenada escola històrica escocesa (John Millar, Adam Ferguson, Adam Smith i William Robertson), es concebé la teoria dels quatre estadis, segons la qual cada societat passa per quatre estadis consecutius de desenvolupament (dins d'una successió de causa i efecte). Cada estadi es correspon amb diferents concepcions vers la propietat i el govern, el factor essencial dels quals és el mode de subsistència, del qual en depenen les lleis i l'organització de les societats. Aquest quatre estadis són: caça, ramaderia, agricultura i comerç.